# Marie-Louise d'Autriche
Vous lisez un « article de qualité » labellisé en 2011.
Pour les articles homonymes, voir Marie-Louise.
Marie-Louise Léopoldine Françoise Thérèse Josèphe Lucie de Habsbourg-Lorraine (Maria Ludovica Leopoldina Francisca Theresa Josepha Lucia de Habsbourg-Lorraine), archiduchesse d'Autriche, princesse de Hongrie et de Bohême, née le 12 décembre 1791 à Vienne (Autriche) et morte le 17 décembre 1847 à Parme (Parme), est impératrice des Français de 1810 à 1814, puis duchesse de Parme, Plaisance et Guastalla jusqu'en 1847.
Fille aînée de l'empereur François Ier d'Autriche, elle est donnée en mariage en 1810 à l'empereur des Français et roi d'Italie Napoléon Ier pour sceller le traité de Schönbrunn entre la France et l'Autriche, après la défaite de celle-ci lors de la bataille de Wagram en 1809.
Rejoignant à contrecœur la cour impériale des Tuileries, Marie-Louise commence rapidement à apprécier sa nouvelle position bien que les Français ne l'aiment pas et qu'elle ne se sente pas chez elle dans ce pays qui, vingt ans auparavant, a décapité une autre archiduchesse autrichienne, sa grand-tante Marie-Antoinette, épouse de Louis XVI.
Quand Napoléon est vaincu par la Sixième Coalition, Marie-Louise décide de ne pas le suivre dans son exil à l'île d'Elbe, mais rentre avec son fils à la cour de Vienne. À l'issue des Cent-Jours et de la défaite décisive de Napoléon à Waterloo, l'impératrice, pour mieux défendre les intérêts de son fils, décide de rester fidèle à sa famille d’origine, les Habsbourg-Lorraine. Le congrès de Vienne lui accorde, en 1815, les duchés de Parme, Plaisance et Guastalla. Elle n'a alors que 24 ans.
Durement critiquée par les Français pour avoir abandonné Napoléon au moment de la débâcle, Marie-Louise, qui gouverne pendant une période troublée, réussit en revanche, par une politique éclairée et sociale étroitement surveillée par l'Autriche, à être très aimée des Parmesans qui l'appellent « la bonne duchesse ».

## Biographie

### Enfance
Marie-Louise naît au palais impérial viennois de la Hofburg, peu avant minuit, le 12 décembre 1791. Elle est la fille aînée de l'archiduc héritier François et de sa seconde épouse Marie-Thérèse de Bourbon-Naples. Elle est donc la petite-fille de Marie-Caroline d'Autriche, reine de Naples et de Sicile et la petite-nièce de Marie-Antoinette d'Autriche, reine de France en tant qu'épouse de Louis XVI. Allié de l'Autriche depuis 1756, le royaume de France affronte une vague révolutionnaire qui a mis fin à l'absolutisme et créé une monarchie constitutionnelle à laquelle le couple royal est sourdement opposé. C'est dans ce contexte troublé que le 1er mars 1792 meurt l'empereur Léopold II du Saint-Empire, frère de la reine de France et de la reine de Naples et grand-père de Marie-Louise. L'archiduc François ceint la couronne. Il n'a que 24 ans et peu d'expérience.
Le 20 avril suivant, la France déclare la guerre à son allié le « roi de Bohême et de Hongrie », l'archiduc n'ayant pas encore été couronné empereur à Francfort. Le 10 août, le roi de France et sa famille sont emprisonnés ; le 22 septembre, la République est proclamée. Louis XVI est jugé, condamné à mort et exécuté le 21 janvier 1793. Marie-Antoinette subit le même sort le 16 octobre 1793. Marie-Louise est alors âgée de 22 mois. La guerre contre la France durera plus de vingt ans et marquera profondément la jeune archiduchesse.
Suivant la tradition, l'enfant reçoit à son baptême les prénoms de sa grand-mère paternelle, l'impératrice née Marie-Louise d'Espagne, mais, dans l'intimité, elle est appelée par un diminutif : Luisl (en français : Louise).

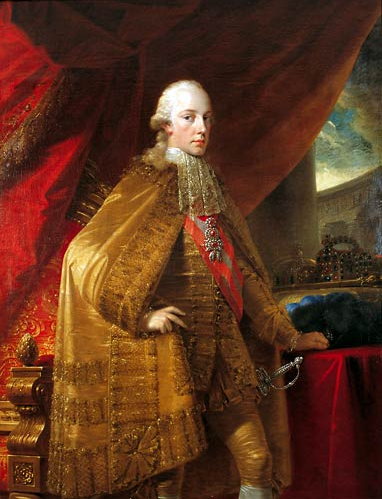
François II, empereur du Saint-Empire romain germanique (1792).

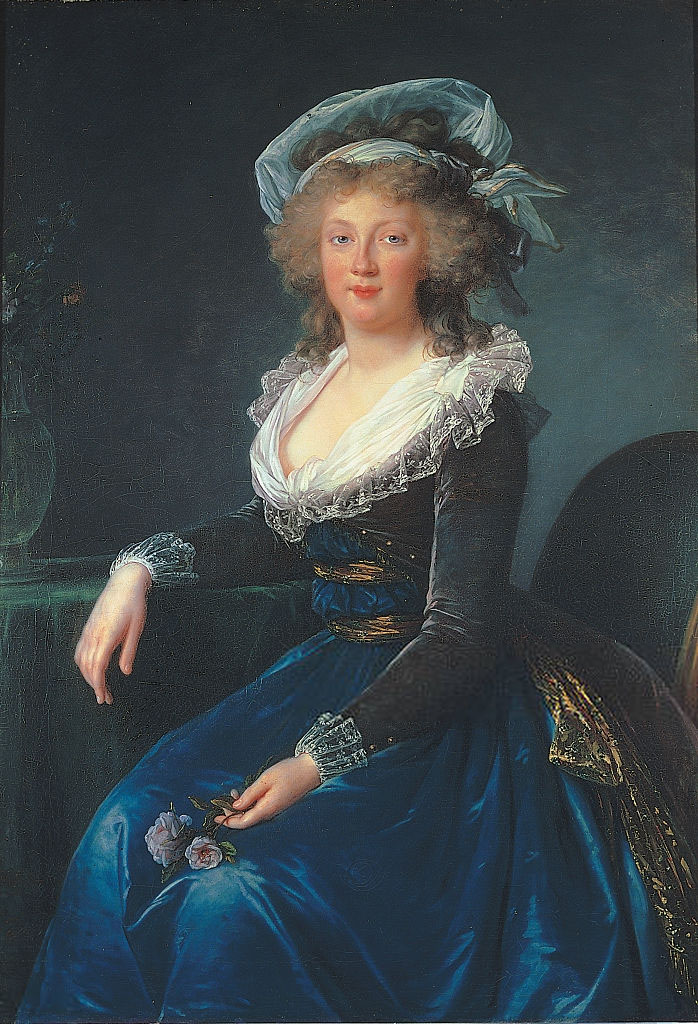
L'impératrice Marie-Thérèse par Élisabeth Vigée Le Brun (1790).

Bien que délaissée par sa mère l'impératrice Marie-Thérèse, femme froide qui ne prodigue ni affection ni soutien à ses enfants, la jeune archiduchesse vit une enfance insouciante entre le palais viennois de la Hofburg et les palais d'été de Schönbrunn et de Laxenburg.
Marie-Louise est proche de son père, l'empereur du Saint-Empire romain germanique François II, dont elle est la fille préférée. Parmi ses onze frères et sœurs, les autres préférences de l’empereur vont à Marie-Léopoldine, future impératrice du Brésil, et François-Charles, père du futur empereur François-Joseph. En outre, Marie-Louise noue une relation affective avec sa gouvernante, la comtesse Colloredo, Marie-Victoire de Folliot de Grenneville, et la fille de cette dernière, Victoire.
La jeune archiduchesse est éduquée de manière plutôt simple, elle se promène dans les rues de Vienne avec son père, et joue avec les enfants des domestiques, elle suit les préceptes de la religion catholique et l'éducation classique des princesses de son temps qui doit l'inciter à devenir une femme de devoir, éduquée, capable de paraître en public, docile.
Elle étudie les langues, en particulier le français, langue internationale de l’époque, et l’italien, autre langue maternelle de ses parents (l'empereur, son père, est né à Florence et l'impératrice sa mère à Naples) alors que son allemand reste plutôt médiocre. Le reste de sa formation prévoit des notions générales, peu approfondies de littérature (expurgée), de calcul, de géographie et d’histoire de la Maison d’Autriche et des principales dynasties d’Europe. La famille impériale, depuis la période de « La Grande » Marie-Thérèse, mène une vie privée « bourgeoise ». Elle apprécie que les archiduchesses se consacrent à des activités féminines. Marie-Louise aime le jardinage, la cuisine, la broderie et la musique (son instrument préféré est le piano) qu’elle étudie avec Ferdinando Paër.

### Les relations entre la France et l’Autriche
Bien que tenue éloignée de la guerre et de la politique, dès son enfance Marie-Louise ressent les conséquences des batailles menées par l'Autriche contre la France de Napoléon : le traité de Campoformio consacrant les premières défaites de l'Autriche est signé en 1796 alors qu'elle n'a que quatre ans. Il lui est également inculqué une haine profonde pour le commandant français qui, à ses yeux, est le diable : parmi ses jouets, Marie-Louise a un soldat de bois nommé « Bonaparte » qu’elle aime maltraiter.
Lorsque arrive à Vienne, en 1804, la nouvelle de l’enlèvement et de l'exécution du duc d’Enghien par Napoléon, les Habsbourg-Lorraine se remémorent le sort de Marie-Antoinette et commencent à craindre la chute d'autres têtes couronnées. Aux yeux de Marie-Louise, alors âgée de 12 ans, Bonaparte est l’incarnation de la Révolution, l'Antéchrist qui veut détruire l’Église et les monarchies de l'Europe, tandis que son père bien-aimé est le défenseur de l'ordre et de la justice. Entre-temps, dans la crainte que Napoléon fasse disparaître le Saint-Empire romain, François II élève l’archiduché d'Autriche au rang d’Empire et se proclame empereur d'Autriche sous le titre de François Ier,.

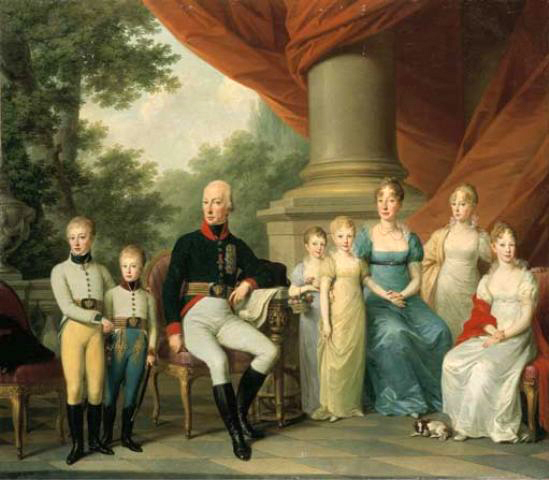
La famille impériale peinte par Josef Kreutzinger en 1808. Marie-Louise est la jeune fille assise à droite.

En 1805, lors de la guerre de la troisième coalition, Napoléon inflige une sévère défaite à l'armée autrichienne lors de la bataille d'Ulm (20 octobre). Un mois plus tard, l'empereur des Français entre dans Vienne et s'installe à Schönbrunn. Marie-Louise, 13 ans, et ses frères et sœurs sont envoyés en Hongrie. De la ville d'Ofen, l’archiduchesse espère que le sort de la guerre favorise les alliés et écrit à sa mère : « Le destin penchera du côté de père, et arrivera enfin le moment où cet usurpateur sera humilié. Peut-être que Dieu le laissera atteindre ce niveau pour le priver, après avoir tant osé, de toute issue. ».
Mais, contrairement à ses attentes, Napoléon gagne la décisive bataille d'Austerlitz (2 décembre 1805). La défaite est suivie de la paix de Presbourg assez défavorable à l'Autriche qui est privée de nombreux territoires (principalement la Vénétie, la Dalmatie, le Tyrol et le Voralberg) et peu après, en août 1806, le Saint-Empire romain cesse d'exister. L'Autriche défaite est isolée.
Le 13 avril 1807, l’impératrice Marie-Thérèse meurt à 35 ans après avoir donné naissance à son douzième enfant, une fille mort-née. L'empereur François qui, à 39 ans, est veuf pour la seconde fois, cherche une nouvelle épouse. En janvier 1808, il épouse sa cousine Marie-Louise de Habsbourg-Lorraine-Este dite Maria-Ludovica, 19 ans, fille du défunt archiduc Ferdinand et de Marie-Béatrice de Modène, chassés de leur duché de Modène par les troupes françaises et vivant en exil à Vienne.
Marie-Louise, qui n'a que quatre ans de moins que sa belle-mère, devient son amie et leurs relations s'intensifient. L'impératrice Maria-Ludovica, qui, à cause d'une santé fragile et délicate, ne peut avoir d'enfants, considère ceux de son mari comme les siens. De Marie-Louise, elle dit : « Je ne pense pas que j’aurais pu l'aimer plus que si je ne l’avais portée dans mon ventre, d’ailleurs elle le mérite, parce que son caractère est fondamentalement bon ».
En 1809, la guerre entre les deux empires reprend, l'Autriche voulant effacer le traité de paix de Presbourg. Cette fois encore, malgré les exploits de l'archiduc Charles, Napoléon se montre le stratège le plus habile et la guerre tourne à son avantage. Le 4 mai, la famille impériale fuit de nouveau Vienne qui est une seconde fois occupée par les Français le 12 mai. D'Ofen, Marie-Louise, 17 ans, écrit à son père : « nous vivons constamment dans la peur sans savoir si chaque nouvelle journée nous apporte de la joie ou du chagrin. ».
Les armées napoléoniennes approchant, les archiducs autrichiens doivent quitter la ville et se réfugier plus à l'est, à Eger, où l'impératrice Maria-Ludovica se charge de l’éducation de ses beaux-enfants qu’elle incite à la haine contre Napoléon. Elle lit ainsi des questions auxquelles sa belle-fille doit répondre à haute voix : « Qui est l'ennemi de notre félicité ? L'empereur des Français. Et c'est ? Un méchant. Combien de natures a-t-il ? Deux : une nature humaine et une nature diabolique. De qui dérive Napoléon ? Du péché »,. Le 6 juillet 1809, Napoléon gagne la bataille de Wagram et l'Autriche se rend ; la défaite est suivie du traité de Schönbrunn qui se révèle humiliant pour l'Autriche.

### Les noces par procuration à Vienne

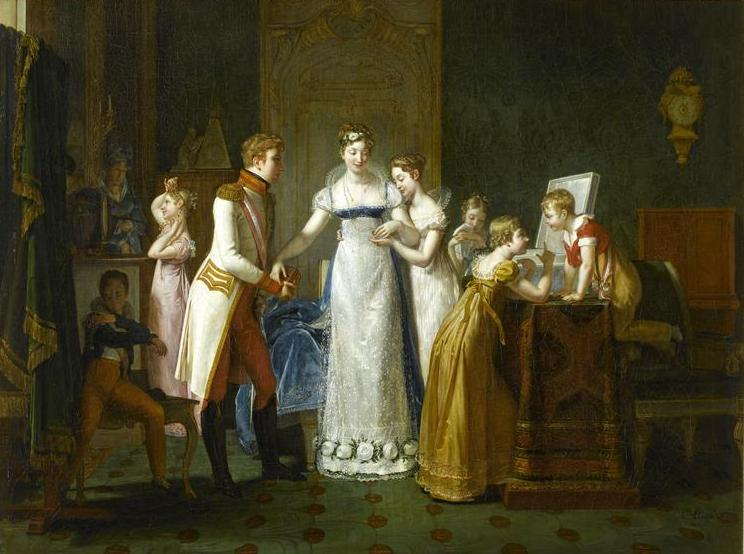
Adieux de Marie-Louise à sa famille, par Pauline Auzou, 1812.

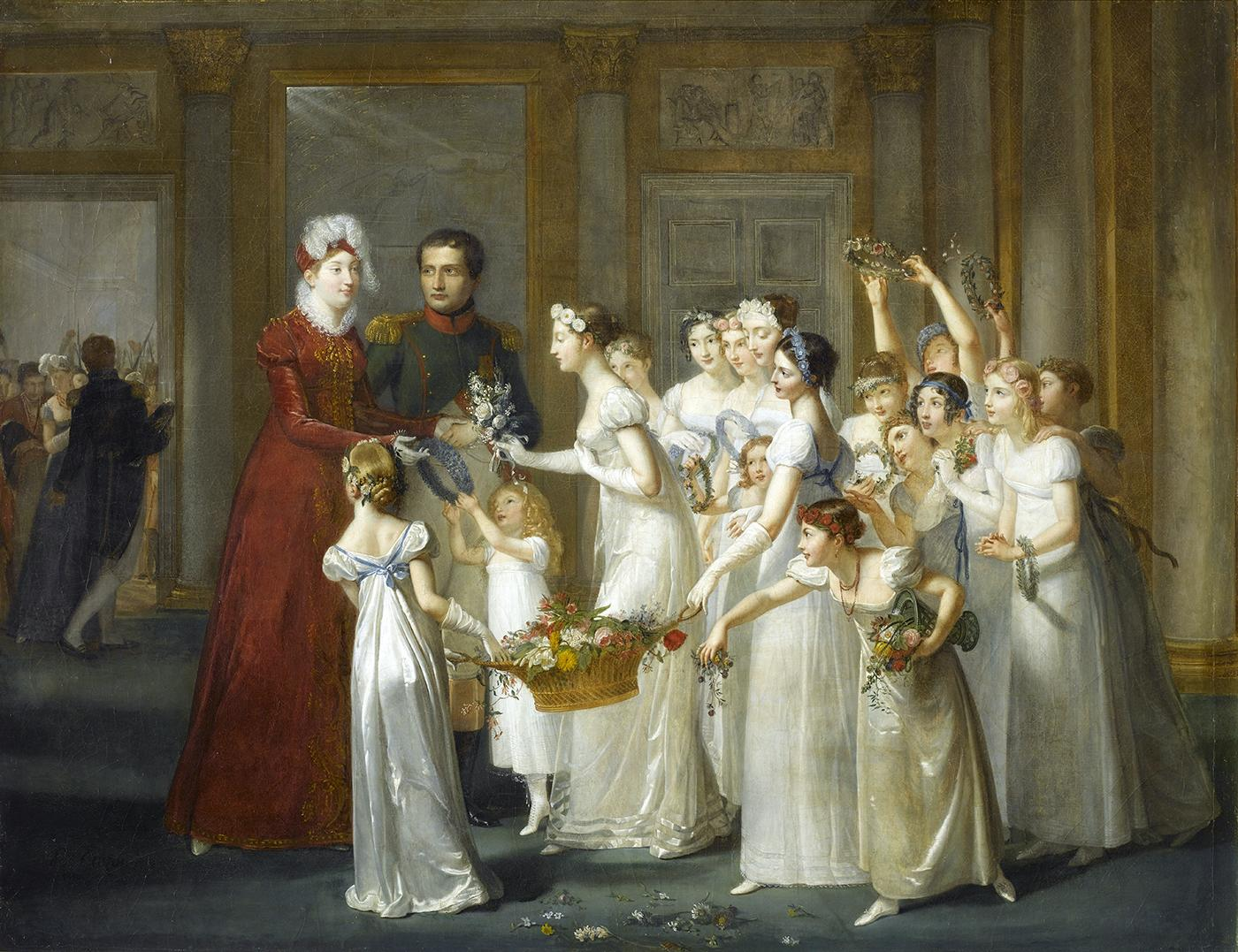
Arrivée de Marie-Louise à Compiègne, par Pauline Auzou, 1812.

Le 20 décembre 1809, Napoléon Ier divorce de Joséphine de Beauharnais car elle ne lui donne pas d'enfant. Les doutes sur sa propre stérilité sont levés : il a en effet un fils avec Éléonore Denuelle de La Plaigne et Marie Walewska attend également un enfant de lui. À la suite d'une tentative d'assassinat, il devient soucieux de fonder une dynastie en ayant une descendance légitime. Il cherche donc vite à se remarier.
Après avoir écarté les candidates françaises, deux candidates arrivent en tête de liste : la grande-duchesse Anna Pavlovna Romanova, âgée de 14 ans, sœur du tsar Alexandre Ier de Russie, et l'archiduchesse Marie-Louise, 17 ans, fille de l'empereur d'Autriche. Vexé par le peu d’enthousiasme montré par la cour de Russie et convaincu par l'activité diplomatique du comte de Metternich, qui craint une alliance entre Paris et Moscou et qui a persuadé François II de donner sa fille à son ennemi, Napoléon tranche en repoussant l’alliance russe.
Marie-Louise, 18 ans, qui n'est jamais tenue au courant des négociations par voie officielle, écrit le 23 janvier 1810 à son amie Victoire : « Je sais qu'à Vienne ils me voient déjà mariée avec le grand Napoléon, j'espère que cela ne se fera pas et je vous suis très reconnaissante, chère Victoire, salutations. À ce sujet, je formule des contre-vœux afin que cela ne se produise pas et je crois que je serais la seule à ne pas m'en réjouir ».

Napoléon accepte donc l'offre de l'empereur d'Autriche, qu'il a contraint à la paix après la difficile victoire de Wagram. Ce mariage a aussi pour objectif d'apaiser les relations entre la France et l'Autriche, qui ont connu 18 ans de guerre. « C'est un ventre que j'épouse ! » dit peu élégamment Napoléon,. Les démarches sont entreprises par l’intermédiaire de l’ambassadeur d’Autriche à Paris Charles Philippe de Schwarzenberg et la demande officielle est faite à Vienne le 7 mars par le représentant de Napoléon, Louis-Alexandre Berthier, prince de Neuchâtel, époux d'une princesse de Bavière et depuis peu prince de Wagram. Lorsque Metternich informe officiellement l'archiduchesse de son prochain mariage, Marie-Louise se plaint auprès de son père qui se justifie en disant que l'accord a été pris par ses ministres, sans qu'il n'en sache rien - il est pourtant peu probable que les négociations aient été menées sans qu'il en soit informé. Marie-Louise accepte alors de se « sacrifier pour le bonheur de l'État » bien qu'elle exècre cet « ogre corse ».

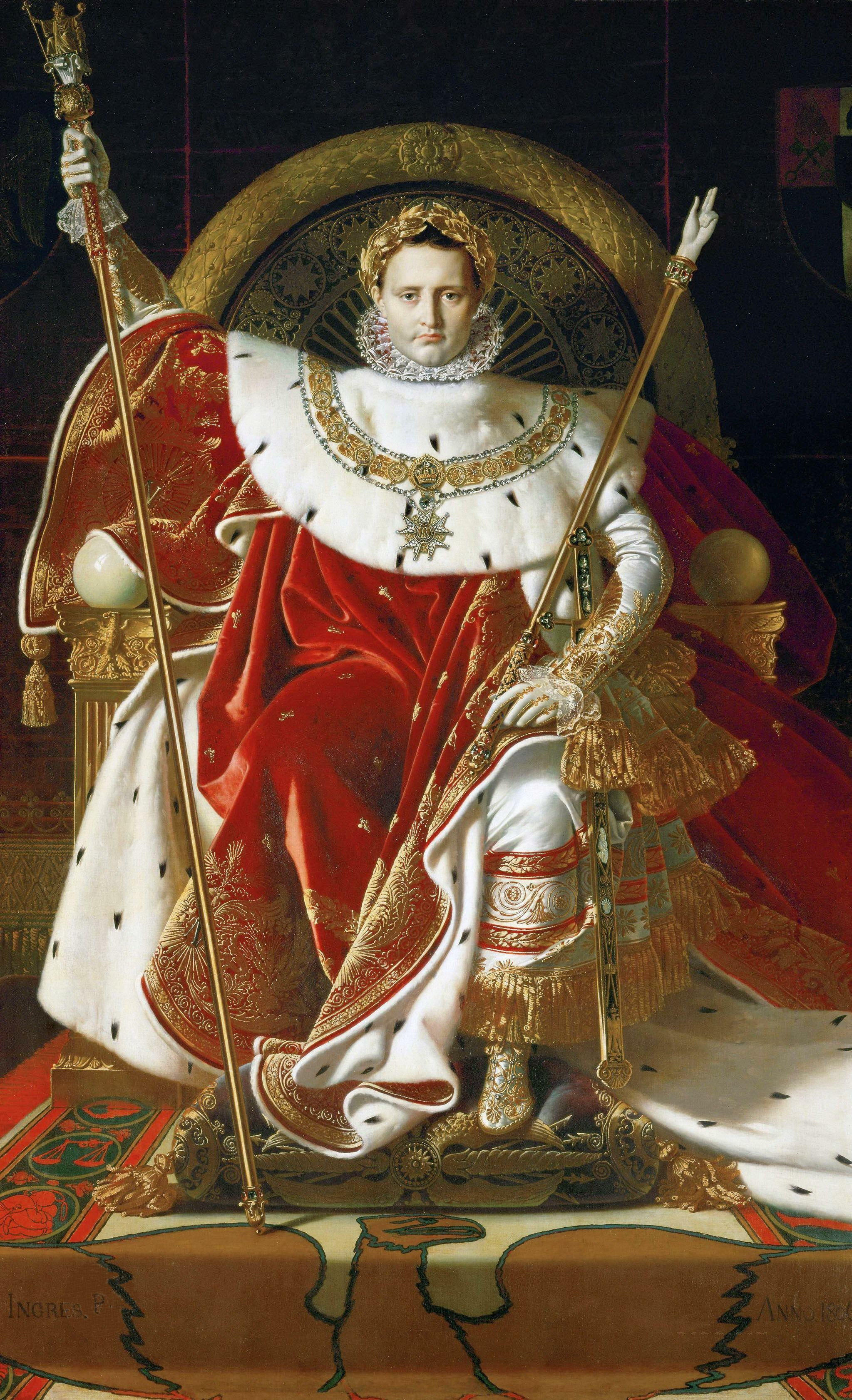
L'empereur des Français en 1806.

Un mariage est d'abord célébré par procuration, dans l'église des Augustins à Vienne, le 11 mars 1810, comme le veut la tradition de l'Ancien Régime et plus particulièrement celle appliquée pour le mariage de Marie-Antoinette d'Autriche. Le témoin de Napoléon est son ancien ennemi l'archiduc Charles, oncle de Marie-Louise et ancien commandant des troupes autrichiennes qui ont tenu tête à Napoléon à Essling, mais ont été défaites à Wagram. L’archevêque de Vienne accorde la bénédiction nuptiale et bénit douze anneaux de mariage car on ne connaît pas le tour du doigt de Napoléon.,.
Marie-Louise quitte Vienne le 13 mars. Le grand rite de « remise de l'épouse » est fixé au 16 mars près de Braunau. Napoléon souhaite que la cérémonie suive le protocole utilisé quarante ans auparavant pour Marie-Antoinette. La jeune princesse autrichienne passe successivement dans trois petites pièces temporaires en bois (chambre autrichienne, chambre neutre et chambre française) : dans la première, elle se déshabille ; dans la deuxième, elle se revêt de vêtements apportés par la cour impériale française et est accueillie par la plus jeune sœur de Napoléon, la reine de Naples Caroline Bonaparte ; dans la troisième, elle devient véritablement française en passant en Bavière, alliée de la France.
Des réceptions en son honneur ont lieu à Strasbourg et Nancy, la rencontre avec l'empereur étant prévue à Soissons le 28 mars. Impatient, l'empereur ne se contient pas et va à la rencontre du carrosse à Compiègne, où ils arrivent le 27 mars à 21h30. Marie-Louise est alors présentée à la cour. Napoléon décide d'enfreindre le protocole : le soir même, il décide d'avoir un rapport sexuel avec sa nouvelle épouse non sans avoir demandé à l'évêque de Nantes si le mariage par procuration à Vienne lui confère les droits du mari sur sa femme. Ayant reçu une réponse positive, il décide de s'unir avant la cérémonie à Paris. Après avoir vérifié les intentions de la mariée, Napoléon charge sa sœur Caroline de rappeler brièvement le rôle de la femme durant cette nuit. Napoléon évoque plus tard cette nuit au cours de son exil à l'île d'Elbe : « Je suis allé vers elle et elle fit tout en riant. Elle a ri toute la nuit ». Le lendemain matin, béat, il glisse à son aide de camp Savary : « Mon cher, épousez une Allemande, ce sont les meilleures femmes du monde, douces, bonnes, naïves et fraîches comme des roses ! ».

### Les noces officielles au Louvre

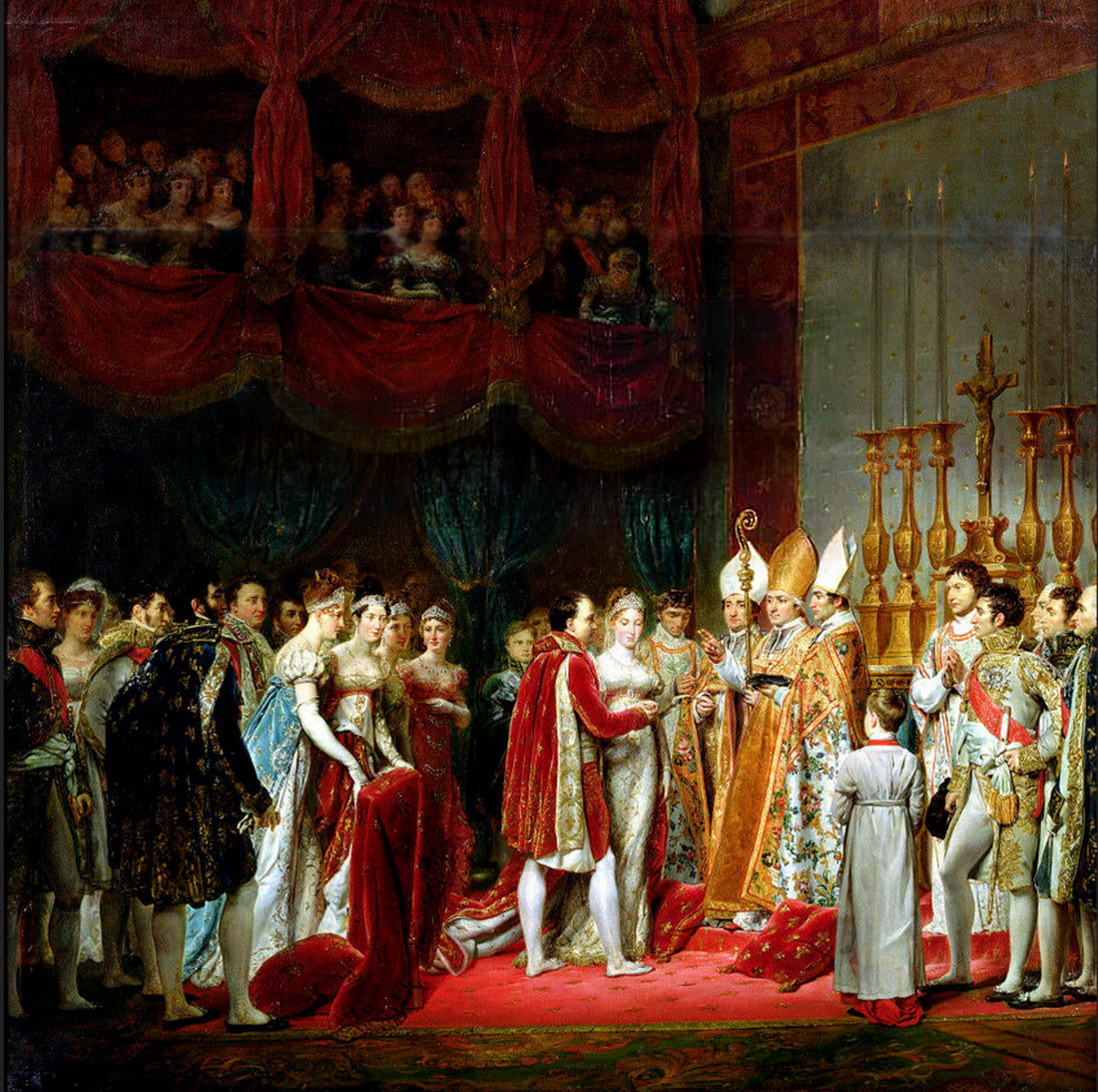
Mariage religieux de Napoléon et de Marie-Louise dans le Salon carré du Louvre, par Georges Rouget.

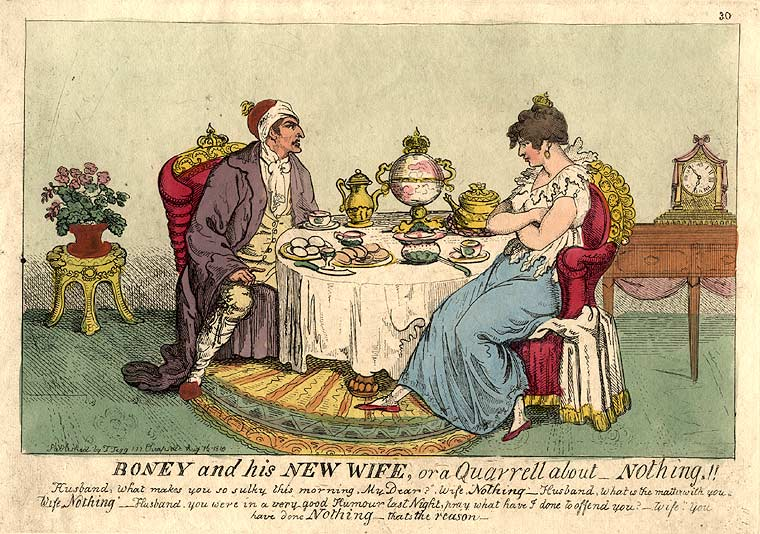
Boney et sa nouvelle femme (caricature anglaise).

Le 1er avril 1810, l’union civile est célébrée dans la Grande Galerie du château de Saint-Cloud en présence de la Cour et de la famille impériale. Napoléon songe d’abord à se marier à Versailles, mais il choisit le palais où, en 1799, il a accompli son coup d’État en s’autoproclamant Premier Consul de la République. Cinq ans plus tard, encore une fois à Saint-Cloud, il est nommé empereur. Au cours de la cérémonie, la première scission avec le collège des cardinaux se produit : seize cardinaux prennent part à la noce, treize refusent,.
Le lundi 2 avril 1810, Paris accueille Marie-Louise avec faste sous une maquette grandeur nature de l'arc de triomphe de l'Étoile. À 40 ans, revêtu de son costume impérial, Napoléon épouse l'archiduchesse d'Autriche Marie-Louise, âgée de 18 ans, dans le Salon carré du Louvre, transformé pour l’occasion en chapelle par l’architecte Pierre Fontaine. Le mariage est consacré par l'oncle de l'empereur, le cardinal Fesch.
Le fossé avec le clergé est devenu plus évident car en plus de l'absence des treize cardinaux, trois autres se joignent à ceux qui ne veulent pas assister au mariage. Napoléon est encore sous le coup d'une excommunication qu'il a reçue en 1809, et il est considéré par eux comme « bigame » en l'absence de la ratification du pape Pie VII pour son divorce avec Joséphine de Beauharnais. Napoléon est mécontent de cette rébellion et il fait placer les cardinaux récalcitrants sous surveillance policière en province. Le mécontentement touche aussi la cour : les sœurs et belles-sœurs de Napoléon se refusent à porter la traîne de « l'Autrichienne », surnom de Marie-Louise comme autrefois on appelait Marie-Antoinette. L'impératrice ne sait pas qu'on parle d'elle de cette manière déjà dans tout Paris : les bonapartistes préfèrent Joséphine, les républicains la haïssent en sa qualité de nièce de la reine décapitée, les monarchistes ne pardonnent pas de donner avec ce mariage une sorte de légitimité à la famille Bonaparte. Marie-Louise est loin de se douter de l'animosité que son mariage a engendrée.
Les célébrations sont importantes et très coûteuses. Johann Nepomuk Hummel a composé une Cantate de mariage (22 mouvements), pour solistes, orchestre, un chœur autrichien et un chœur français. Les feux d'artifice, ouvrage de Ruggieri illuminent le ciel de Paris. Tirés aux Champs-Élysées « depuis la place de la Concorde jusqu'à la barrière de l'Étoile », ils excitent l'admiration générale. Douze buffets occupent le Cours la Reine et près des Champs-Élysées, des fontaines jaillissent pendant vingt-quatre heures. Puis, pendant trois semaines, les époux vivent leur voyage de noces dans les provinces belges et hollandaises, anciens territoires autrichiens dans lesquels la nouvelle impératrice est chaleureusement accueillie.

### Quatre ans de vie commune avec Napoléon (1810-1814)

#### La vie d'impératrice

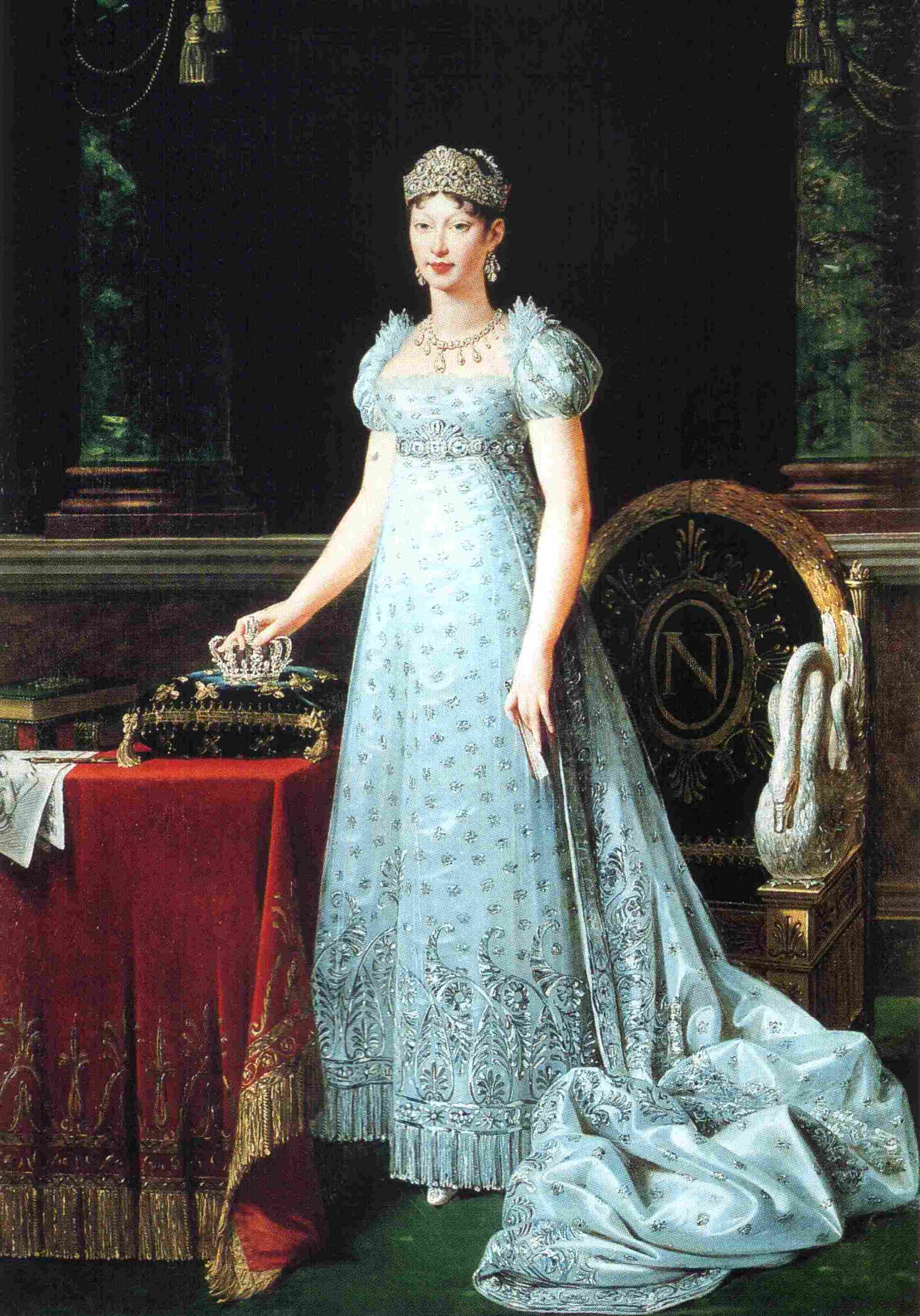
Marie-Louise, impératrice des Français. Portrait par Robert Lefèvre.

Napoléon s'amourache rapidement de Marie-Louise, dont il admire la noblesse de la naissance et les vertus domestiques. Marie-Louise se révèle une épouse idéale pour l'empereur, elle a été formée à obéir dès son enfance, elle est dévote, affectueuse et ne s'ingère pas dans les affaires politiques. Marie-Louise est une « enfant délicieuse », elle tutoie son mari à la grande surprise des courtisans et elle l'appelle « Nana » ou « Popo ». Metternich tente d'influencer l'impératrice afin d'exercer un certain contrôle sur son mari et l'amener à une politique pro-autrichienne, mais Marie-Louise refuse.
Bien qu'appréciée par l'empereur, Marie-Louise est, pour les Français, la nouvelle « Autrichienne ». Dans ses lettres adressées à son père, elle dit être heureuse mais laisse parfois transparaître une certaine amertume. Le poète Lamartine en parle comme d'« une statue de la mélancolie du septentrion abandonnée au milieu d'un camp français, parmi le fracas des armes ».
Aux Tuileries, quatre pièces, dans lesquelles Marie-Antoinette a vécu pendant la Révolution française, lui sont réservées. Marie-Louise ne se sent pas à l'aise dans ce pays et, comme l'indique Napoléon dans ses mémoires, « elle avait toujours peur d'être parmi des Français qui avaient tué sa tante ». L'impératrice n'aime pas l'atmosphère de la cour et tout ce cercle de nobles complaisants et accommodants. Dans son journal, elle écrit : « Je n'aime pas qu'ils me flattent en ma présence, surtout quand l'éloge n'est pas vrai, comme quand ils me disent que je suis belle ». Toutefois Marie-Louise trouve pour amie sa première dame de compagnie, la duchesse de Montebello, veuve depuis peu du maréchal Lannes,.
Les courtisans ne tardent pas à mépriser l'impératrice : Marie-Louise est très timide, n'a pas le charme et la désinvolture de l'impératrice Joséphine et, contrairement à cette dernière, elle préfère l'intimité de sa vie privée à la société parisienne. Femme du XIXe siècle alors que Joséphine est une femme du XVIIIe siècle, Marie-Louise se contente de jouer le rôle de première dame aux côtés de son mari, montrant l'attitude droite et docile apprise à la cour de Vienne.

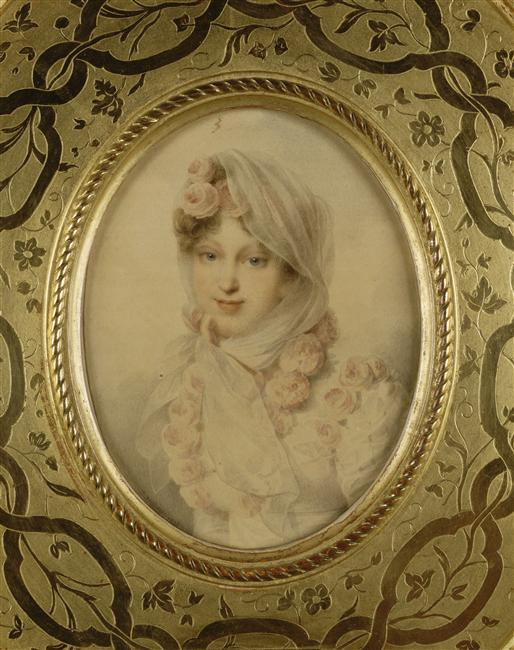
L'impératrice Marie-Louise. Miniature de Jean-Baptiste Isabey.

La jeune impératrice entre rapidement en conflit avec le clan corse des Bonaparte qui, avant elle, avait manifesté la même haine envers Joséphine. Si la mère de Napoléon, Maria Letizia Ramolino, se contente de lancer des regards méprisants à la jeune femme inexpérimentée, ses filles font en sorte de la ridiculiser auprès de la Cour. La seule personne avec qui elle a de bons rapports est Hortense de Beauharnais, reine de Hollande. Quant à Joséphine, Marie-Louise la craint et ne souhaite pas la rencontrer. Les deux impératrices sont très différentes et Napoléon, lui-même, les compare : « Chez l'une — Joséphine — tout est art et grâce, chez l'autre — Marie-Louise — c'est l'innocence faite personne », Joséphine est restée « toujours plus ou moins loin de la vérité » tandis que Marie-Louise « ne sait pas simuler et ne s'éloigne jamais de la vérité ». Une autre grande différence entre les deux concerne les dépenses de Cour en robes et bijoux : Joséphine dépasse même Marie-Antoinette, déjà célèbre pour son extravagance, et par exemple, entre 1804 et 1806, elle dépense 6 647 580 francs. Marie-Louise reste toujours en dessous des 500 000 francs qui lui sont accordés.
Dans la vie privée, l'impératrice se consacre aux activités qui avaient rempli ses journées à Vienne et que Napoléon apprécie. Elle continue à s'occuper de broderie et de travaux de couture ; jouer des instruments reste une de ses activités favorites et elle se consacre à la harpe, au clavecin et au piano. Ferdinando Paër lui donne des cours de chant et Marie-Louise l'aide à Paris dans sa carrière : en 1812, il devient directeur du théâtre de l'Opéra italien et du théâtre de l'Impératrice. Prud'hon et Isabey sont ses professeurs de dessin. La lecture est un passe-temps important, mais c'est également un outil d'apprentissage et d'éducation. Bien que critiquées, elle aime lire les œuvres de Chateaubriand : Atala, René et le Génie du christianisme. Elle s'adonne aussi, quoique avec plus de réserves, à la lecture de textes plus frivoles comme ceux de Madame de Genlis et de Restif de la Bretonne, dont elle n'aime pas la coquetterie typiquement française.
Marie-Louise donne une grande importance aux repas et est gourmande. Elle aime jouer au billard, se promener dans les jardins de l'Élysée, courir à cheval à Saint-Cloud. Les chasses ne la passionnent pas, elle les suit seulement en carrosse. Concernant Versailles, elle est partagée : elle aime le parc du Petit Trianon, qui lui rappelle Laxenbourg, mais l'atmosphère lui semble imprégnée de la défunte Marie-Antoinette. Ayant grandi dans l'ambiance dévote de Vienne, Marie-Louise se rend à la messe du dimanche et des différents jours fériés religieux. Dans les limites consenties par son mari et sous le strict contrôle de l'appareil d'État, elle s'occupe aussi de charité.

#### La naissance de l’Aiglon et la première régence

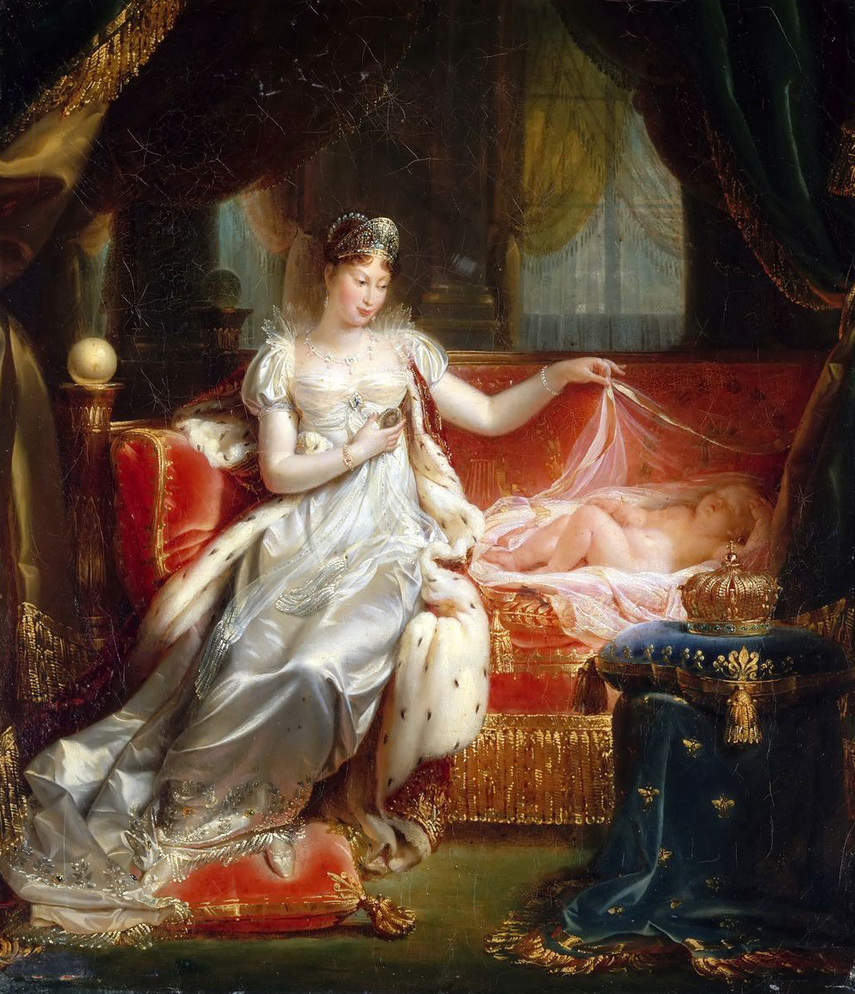
L'impératrice Marie-Louise veillant sur le sommeil du roi de Rome. (Franque Joseph, 1811).

En juillet 1810, trois mois après la première nuit passée à Compiègne, Marie-Louise écrit à son père qu'elle est enceinte. La grossesse ne présente pas de problèmes particuliers et le titre de l'enfant est déjà choisi : le roi de Rome si c'est un garçon, la princesse de Venise s'il s'agit d'une fille — non souhaitée. Des complications ont lieu lors de l'accouchement qui dure douze heures : l'étiquette impériale interdisant la présence d'une sage-femme, c'est l'accoucheur attitré le docteur Antoine Dubois qui officie, sans l'aide initiale du médecin personnel de l'empereur, Jean-Nicolas Corvisart, qui est allé se coucher. La poche amniotique ayant crevé, les vies de l'enfant et de la mère sont menacées. Le docteur Dubois demande alors à Napoléon Ier qui sauver en cas de danger. Napoléon dit alors de sauver en priorité la mère : « Allons donc, ne perdez pas la tête : sauvez la mère, ne pensez qu'à la mère... La nature n'a pas de loi, Monsieur : faites comme s'il s'agissait d'une petite bourgeoise de la rue Saint-Denis. Conduisez-vous exactement comme si vous attendiez le fils d'un savetier » répond l'empereur à Dubois, contrairement à l'usage qui est de sauver l'enfant, ce qui équivaut à sauver l'alliance autrichienne, Napoléon pensant que Marie-Louise pourra lui donner d'autres héritiers,. Dubois, qui a fait appeler Corvisart, doit notamment utiliser « les ferrements » (forceps) car l'enfant naît par les pieds, ce qui fait hurler Marie-Louise. Ainsi naît, à 9h15 du matin le 20 mars 1811, l'héritier tant attendu, Napoléon François Charles Joseph Bonaparte, roi de Rome, mais « sans donner aucun signe de vie ». Corvisart arrivé sur les lieux trouve le nourrisson posé à l'écart sur le plancher, Dubois s'occupant uniquement de la mère. Corvisart le fait frictionner et l'enfant jette enfin un cri au bout de sept minutes. Marie-Louise a beaucoup souffert et les médecins déconseillent d'autres grossesses ce qui renferme un peu plus l'impératrice dans ses appartements. Le nouveau-né est rapidement confié à sa gouvernante, Mme de Montesquiou.

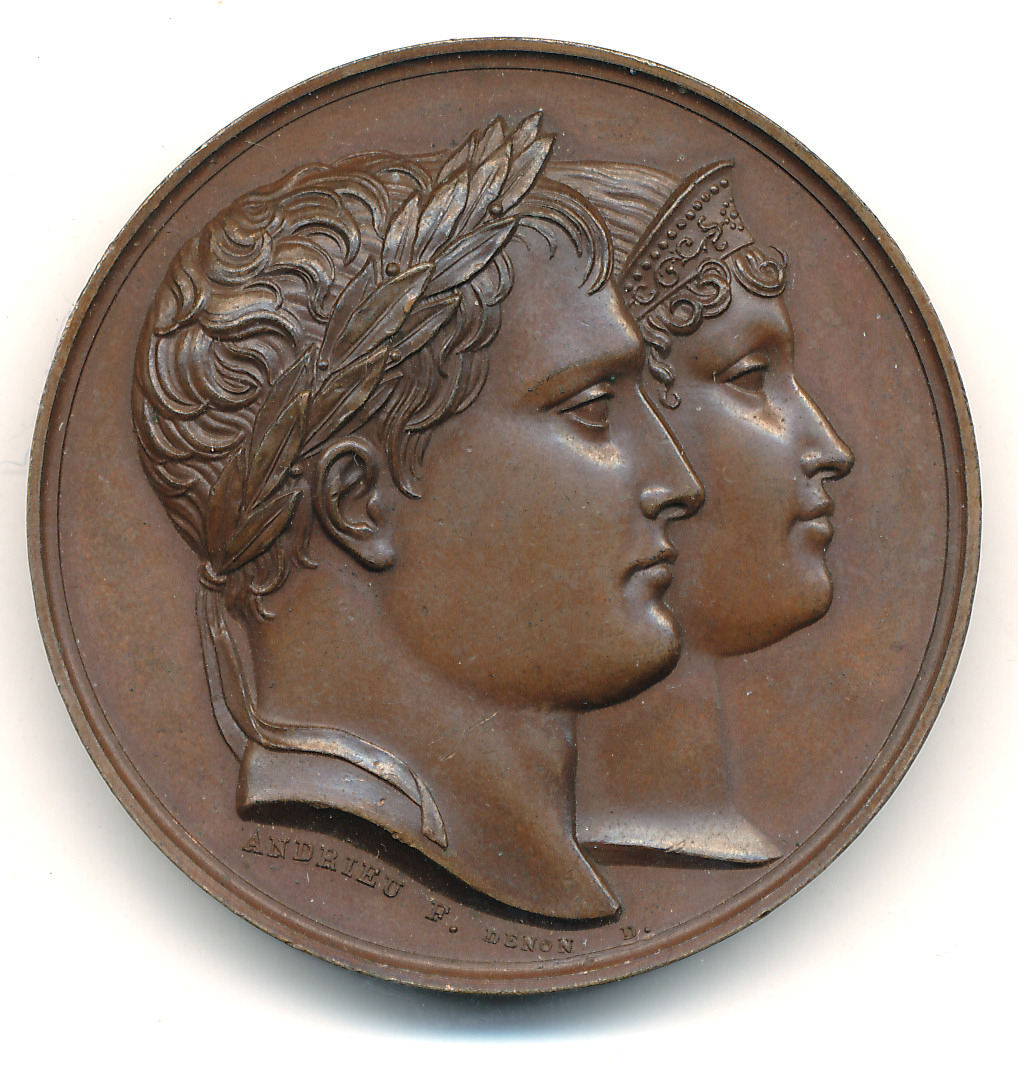
Médaille gravée par Andrieu pour commémorer la naissance du Roi de Rome

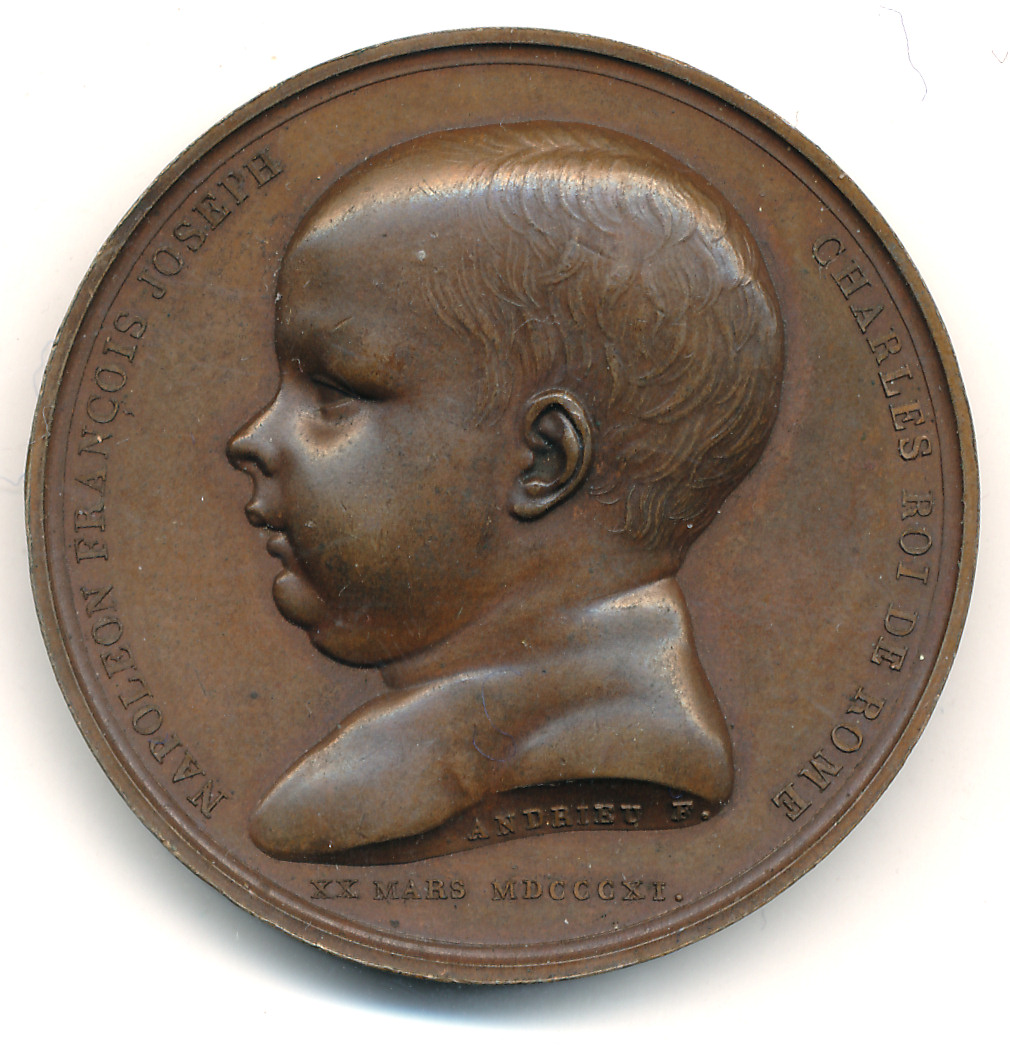
Revers de la médaille à l'effigie de l'enfant

Le 9 juin 1811, dans la cathédrale Notre-Dame, Napoléon François Charles Joseph est baptisé. Ses prénoms rendent hommage à son père, son grand-père maternel, son oncle, Joseph Bonaparte et son grand-père Charles Bonaparte. Ses parrains sont le duc de Toscane Ferdinand III (représentant l'empereur), Maria Letizia Ramolino, Joseph Bonaparte et Hortense de Beauharnais. C'est la comtesse Sophie Vilain XIIII qui tient l'enfant sur les fonts baptismaux. Marie-Louise, comme beaucoup d'autres souveraines avant elle, ne peut s'occuper directement de l'enfant. En fait, Napoléon a déjà programmé sa formation et son éducation, sa femme est tenue à l'écart. À une de ses dames de compagnie, elle confie : « On me vole mon fils, mon bien cher enfant, je voudrais tant pouvoir le bercer, le promener, le montrer moi-même à l'Empereur… Je suis certaine qu'en Autriche j'aurais eu la permission de passer toutes les journées auprès de mon fils »,.
En mai 1812, Napoléon part pour la campagne de Russie. Marie-Louise le suit jusqu’à Dresde où elle peut rencontrer son père et sa belle-mère. Alors que Napoléon poursuit son périple qui le mène au désastre, Marie-Louise peut voyager dans les territoires de l’empire de son père, de juin à juillet. Le 18 juillet, elle est de retour à Paris. Pendant toute la durée de l’expédition, l’empereur et l’impératrice s’échangent de nombreuses lettres et restent en contact en permanence,. La tentative de coup d’État d’octobre du général Malet provoque la colère de Napoléon Ier : personne n’avait eu l’idée de crier « L’Empereur est mort. Vive l’Empereur ». Seule Marie-Louise informée par le prince Aldobrandini songe à sauver le roi de Rome. Le 19 octobre 1812, la retraite en Russie commence tandis qu’à Paris, Marie-Louise est de plus en plus inquiète : si Napoléon devait mourir, elle deviendrait régente au nom de son fils. Le 18 décembre, juste avant minuit, Napoléon retrouve l’impératrice.
1813 est marquée par l'entrée en guerre de la Prusse aux côtés de la Russie et de l'Angleterre. Napoléon fait son possible pour que Marie-Louise intervienne auprès de la cour de Vienne.
Le 5 février, la clause de la régence est instituée sans le concordat que Pie VII refuse finalement et, le 30 mars, Marie-Louise est nommée régente de l'empire alors que jusque-là, elle a été tenue à l'écart des affaires. Le 15 avril, Napoléon part pour l'Allemagne. La régence est un fardeau pour l'impératrice, bien que son rôle ne soit que représentatif. En effet toutes les décisions sont prises par Napoléon et mises en œuvre par son entourage le plus proche : Jean-Jacques-Régis de Cambacérès, Charles-François Lebrun, Joseph Bonaparte, Charles-Maurice de Talleyrand-Périgord et Anne Jean Marie René Savary.
Les fonctions officielles de la régente sont de présider le Sénat, le Conseil d'État, le Conseil des Ministres et le Conseil privé. En même temps, obéissant aux demandes pressantes de Napoléon, l'impératrice continue à solliciter l'aide de son père pour la guerre, mais sans résultats. L'Autriche reste neutre et préfère entreprendre des négociations de paix entre les États belligérants.
Napoléon n'accepte pas les conditions de la paix de Prague et l'Autriche entre en guerre aux côtés des Alliés le 11 août 1813. L'impératrice des Français se range du côté de son époux contre son propre père. Après l'entrée en guerre de l'Autriche, la position de la France se dégrade. Marie-Louise est toujours surnommée « l'Autrichienne », les jeunes conscrits de moins de 18 ans enrôlés en octobre reçoivent l'appellation de « Marie-Louise » à la demande de Napoléon. La décisive bataille de Leipzig a lieu entre le 16 et le 19 octobre : Napoléon est battu et de retour à Saint-Cloud le 9 novembre.

#### La deuxième régence et l'effondrement de l'empire

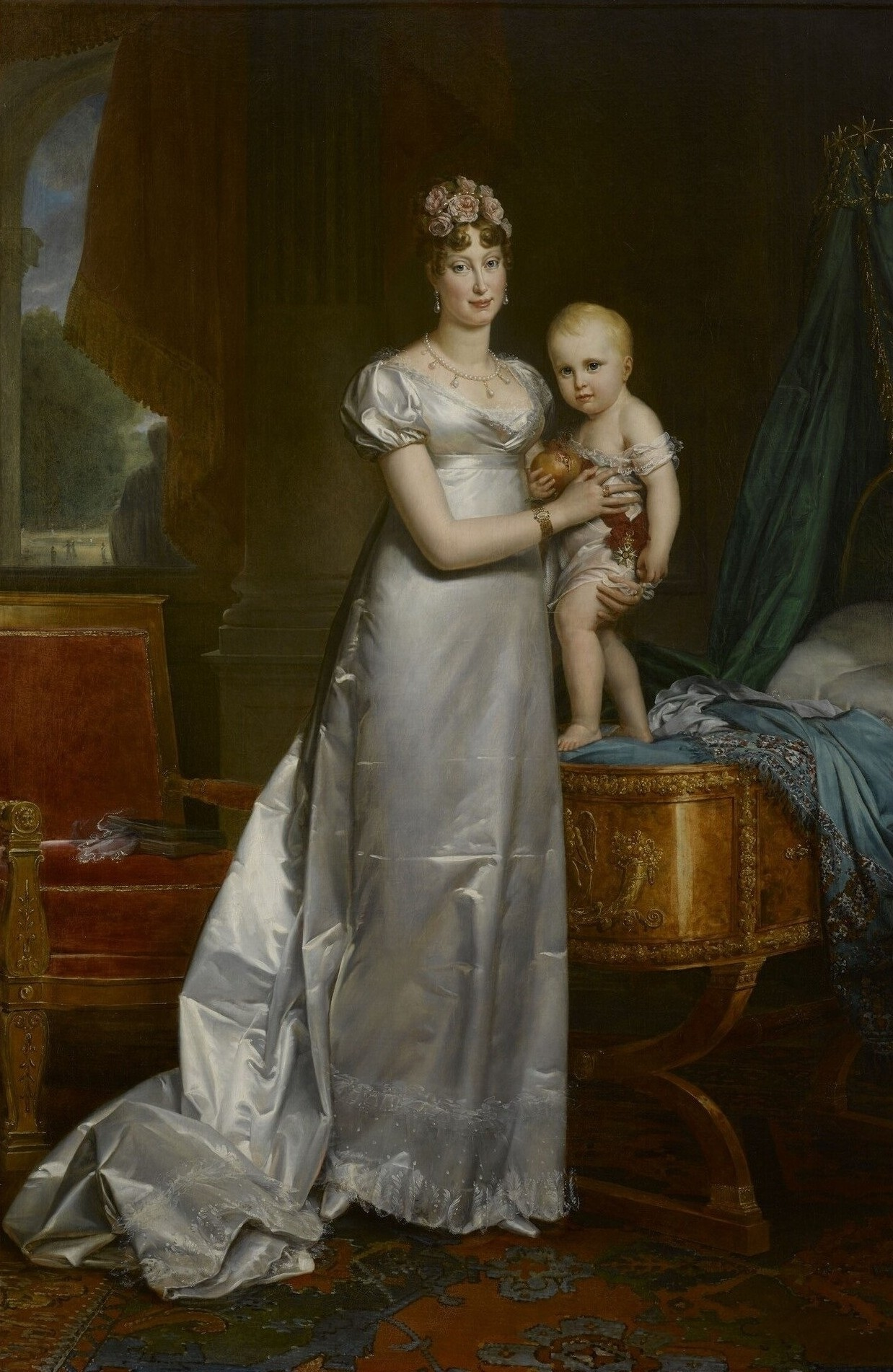
La régente Marie-Louise avec son fils. François Gérard, 1813.

L'an 1814 ne débute pas sous les meilleurs auspices. Beaucoup, dans le pays, ne font plus l'éloge de l'empereur, principalement en raison de l'augmentation des impôts et du recrutement de 300 000 hommes en novembre 1813. Marie-Louise, quant à elle, est écrasée par le désespoir et confie à Hortense : « Je porte malchance partout où je vais. Tous ceux avec qui j'ai eu affaire ont été plus ou moins touchés, et depuis l'enfance je n'ai fait que passer ma vie à fuir. ». Le 23 janvier, Marie-Louise est nommée régente pour la deuxième fois. Le matin du 25 janvier, Napoléon fait ses adieux à son fils et sa femme en larmes ; ils ne se reverront plus.
Napoléon invite à nouveau sa femme à écrire à son père pour lui demander de changer de parti, mais François est catégorique. De nouveaux pourparlers de paix, qui ont commencé le 5 février à Châtillon-sur-Seine, se révèlent être un échec. En sa qualité de régente, tous les matins, Marie-Louise préside le Conseil, montrant une absolue confiance dans l'empereur bien qu'elle alterne entre craintes et espérances. Dans des lettres adressées à son mari, elle évoque une situation difficile : elle est très triste, les femmes et les enfants abandonnent Paris, les peintures et les trésors du Louvre sont mis en sécurité. Le 8 février, Napoléon écrit à son frère Joseph, qu'il a nommé lieutenant général de l'Empire, que s'il devait mourir, l'impératrice et le prince héritier devraient aller à Rambouillet plutôt que de tomber entre les mains des Autrichiens : « Je préférerais qu'on égorge mon fils plutôt que de le voir jamais élevé à Vienne, comme prince autrichien »,. Marie-Louise écrit à son mari : « Maintenant je ne désire que la paix, loin de vous je me sens tellement impuissante et si triste que tous mes désirs se bornent à ceci ».
Les 20 et le 21 mars, Napoléon est battu lors de la bataille d'Arcis-sur-Aube. Par la suite, il essaye de contourner l'ennemi au lieu de l'arrêter devant Paris. Les Alliés envoient 8 000 hommes contre Napoléon tandis que 180 000 prennent la route de Paris. La ville est en plein chaos et le 28 mars, lors du Conseil, le ministre de la Guerre, Clarke, avance l'idée d'évacuer l'impératrice et le prince héritier. D'autres ministres, Talleyrand, Champagny et Savary, décident que la régente doit rester à Paris. Joseph intervient alors pour lire les ordres explicites de l'empereur écrits dans une lettre du 16 mars : s'il est impossible de défendre la ville, sa femme et son fils doivent quitter la capitale et se diriger vers la Loire,.
Le matin du 29 mars 1814, le cortège impérial quitte Paris, menacé à l'ouest par les cosaques qui occupent déjà Neuilly-sur-Seine. Le lendemain, Paris capitule. Les conséquences de la défaite sont importantes pour la France dont les frontières sont ramenées à celles de la République. Le voyage de l'impératrice se termine dans la soirée du 2 avril à Blois, où les réunions du Conseil continuent à se tenir. C'est le quatrième anniversaire de leur mariage et Marie-Louise écrit à Napoléon, qui se trouve à Fontainebleau, « Je crois que la paix me rendra toute ma sérénité. Il faut vraiment que tu en fasses rapidement le don ». Le 3 avril à Paris, le Sénat déclare la déchéance de l'empereur, « coupable d'avoir violé son serment et attenté aux droits des peuples en levant des hommes et des impôts contrairement aux institutions ». Napoléon demande à sa femme d'écrire une lettre à son père François afin qu'il la protège ainsi que son fils. La régente écrit : « L'état des choses est tellement triste et effrayant pour nous que je recherche auprès de vous un refuge pour moi et mon fils. C'est en vous, cher père, que je place notre salut ». Le 6 avril, Napoléon abdique sans conditions, sans que Napoléon II lui succède, ni que la régence soit accordée à Marie-Louise. Le lendemain, des nouvelles arrivent à Blois ainsi qu'une lettre de Napoléon pour Marie-Louise : « Adieu, ma bonne Louise, je suis désolé pour toi. Écris à ton père et demande-lui de te donner la Toscane. Quant à moi, je ne veux que l'île d'Elbe ».
Tout d'abord, Marie-Louise prend la décision de le rejoindre à Fontainebleau, puis elle se laisse convaincre de rester à Blois. Elle écrit à son mari pour lui demander ses instructions parce que certains lui demandent d'aller le retrouver alors que d'autres l'invitent à rejoindre son père. Napoléon ne répond pas et ce sont un aide de camp du tsar et un représentant du gouvernement provisoire français qui se présentent à Blois afin de la convaincre de partir pour Orléans. Dans la ville, ses objets de valeur sont confisqués, non seulement les biens d'État, mais aussi les cadeaux de son mari. Marie-Louise est terrifiée et craint de finir comme Marie-Antoinette. Elle écrit à Napoléon qu'elle est fiévreuse, qu'elle crache du sang et qu'elle a besoin d'aide. Le 11 avril, Napoléon lui écrit et l'informe des décisions prises par les Alliés : il sera envoyé sur l'île d'Elbe, elle et son fils à Parme alors que lui aurait préféré qu'elle reçoive la Toscane, de sorte qu'elle puisse le rejoindre de manière permanente sur l'île d'Elbe. Le 12 avril, avant son départ, elle remet une partie des fonds lui restant au trésorier, Guillaume Peyrusse, envoyé par Napoléon. Marie-Louise ne suit pas son mari dans son exil et le 16 avril, elle rencontre son père à Rambouillet.

### Le renoncement à l'exil avec Napoléon

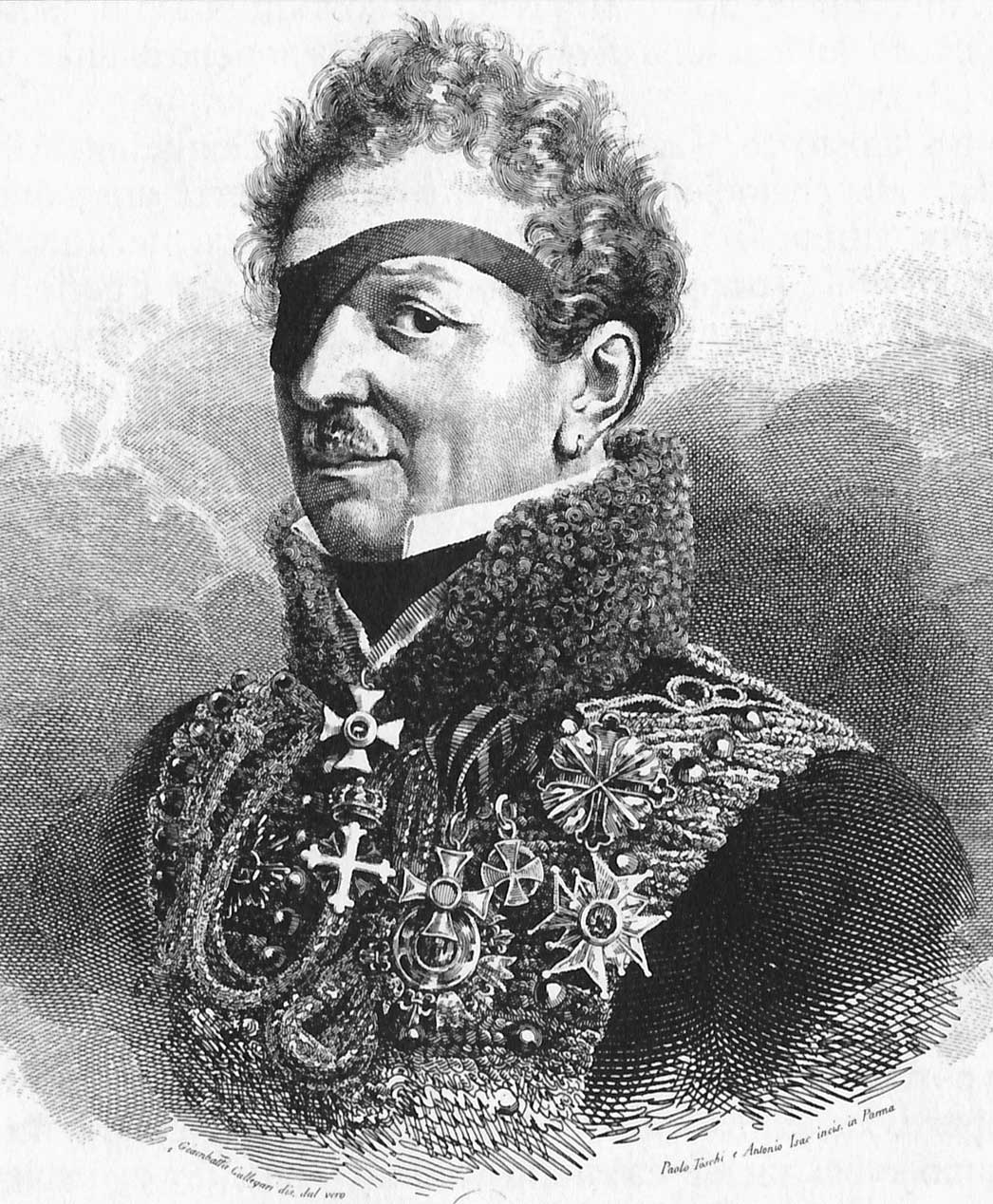
Le comte Adam Albert de Neipperg, second mari de Marie-Louise.

François reprend le rôle de tuteur que l'empereur des Français avait occupé pendant quatre ans. Le 23 avril 1814, le voyage de retour de Marie-Louise en Autriche commence. Le 2 mai, elle franchit le Rhin et quitte la France. Dans son journal, elle écrit : « Je souhaite de bonnes choses à la pauvre France. Qu'elle puisse profiter de la paix dont elle a besoin depuis tant de temps et qu'elle éprouve de temps à autre un peu de compassion pour une personne qui lui est restée affectionnée et qui regrette son propre destin et les amis qu'elle doit nécessairement abandonner ».
Pendant le reste du voyage, son état de santé se dégrade sensiblement : elle maigrit de plus en plus, elle est en permanence fiévreuse et elle souhaite « la paix qui se trouve seulement dans la tombe ». En Autriche, elle commence peu à peu à se reprendre. Par la suite, elle pense trouver un appui à Vienne, un royaume à Parme et quelques séjours sur l'île d'Elbe avec son mari.
À Vienne, Marie-Louise est d'abord accueillie par de grandes démonstrations d'affection. Elle conserve cependant l'intention de rejoindre l’Empereur dans son île, elle lui écrit : « je me console avec l'idée que tu penses quelques fois à moi mais ne devrais je pas désirer [que tu puisses] m'oublier ; tu n'aurais pas d'inquiétudes tandis que moi, tourmentée, t'aimant plus tendrement que jamais, je passe des journées entières à me désespérer de ne pas te voir ».
Peu après, sa sérénité commence à gêner l'opinion publique et sa famille parce qu'elle se montre affligée par le malheur de son mari. En juin 1814, François Ier accorde des vacances à Marie-Louise dans la ville thermale d'Aix-les-Bains ; elle est alors accompagnée par un général en qui son père a toute confiance, Adam Albert de Neipperg Le but véritable de sa mission est de tout faire pour empêcher l'impératrice de rejoindre Napoléon. Neipperg, qui a parfaitement compris, dit en partant : « Dans six semaines, je serai son meilleur ami et dans six mois son amant », il ne faudra pas si longtemps. Vers la fin du mois d'août, la duchesse de Colorno, nouveau titre de Marie-Louise, aspire à retourner à Vienne pour discuter de son avenir et de celui de son fils. Napoléon lui écrit qu'il l'attend sur l'île d'Elbe en septembre, mais Marie-Louise n'a pas envie d'y aller, de plus elle ne saurait s'y rendre sans le consentement de son père. Pendant le voyage de retour par la Suisse, Marie-Louise exprime les sentiments d'amour qu'elle éprouve pour Neipperg et ils deviennent amants dans la nuit du 25 au 26 septembre à l'auberge du Soleil d'Or au Righi. Elle écrit à Mme de Montebello « Figurez vous que dans les derniers jours de mon séjour à Aix, l'Empereur m'a envoyé message sur message pour m'engager à venir le rejoindre […] Je n'irais pas pour le moment dans l'isle d'Elbe et je n'irais jamais ». Marie-Louise est sévèrement critiquée par les Français.

### Vienne et son congrès

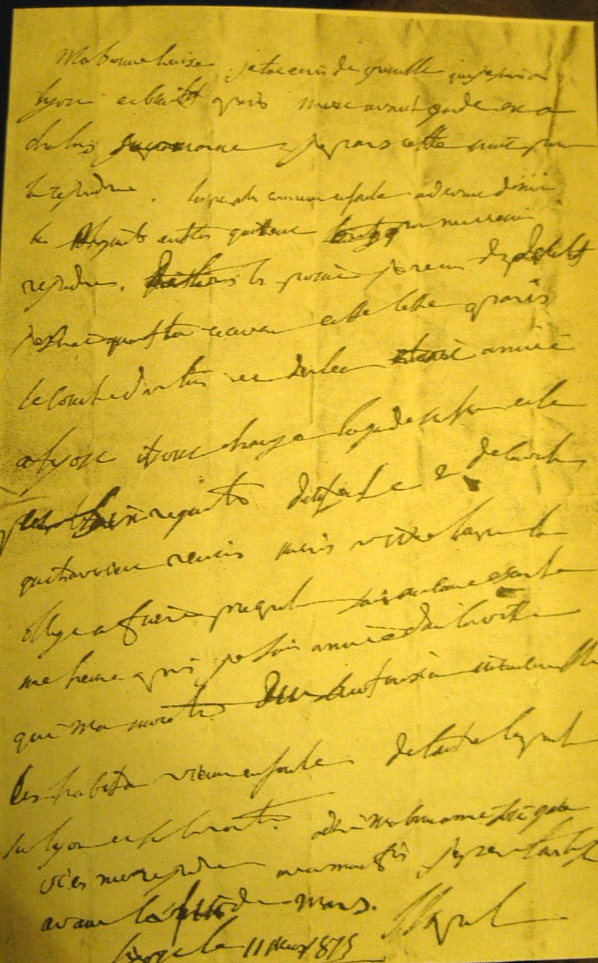
Lettre de Napoléon à Marie-Louise à son retour de l'île d'Elbe en 1815.

Pendant ce temps, les puissances européennes cherchent à réorganiser les pays bouleversés par les conquêtes napoléoniennes et le Congrès de Vienne est convoqué le 1er octobre 1814. Marie-Louise est tenue à l'écart des initiatives du Congrès et elle mène sa vie de cour dans le château de Schönbrunn. Metternich défend ses prétentions sur le duché de Parme qui sont contestées par les Bourbons, le duché de Parme ayant été, au XVIIIe siècle, alternativement sous domination autrichienne et espagnole et les deux prétendants ont pour même ascendant Élisabeth Farnèse, nièce du dernier duc de Parme. Le 8 mars 1815, Marie-Louise est informée de la fuite de Napoléon de l'île d'Elbe : l'ex-impératrice est affligée par la crainte d'avoir à retourner en France. Dans la dernière des trois lettres écrites à Metternich, elle déclare se mettre sous la protection de son père, François II.
Les puissances du Congrès déclarent immédiatement la guerre à Napoléon et Marie-Louise espère une défaite de celui-ci. Son mari lui écrit qu'il l'attend pour avril et fait une demande en ce sens à François II, mais ni l'empereur ni sa fille ne sont prêts à accepter. Pour sa part, Marie-Louise est maintenant convaincue de son avenir à Parme avec Neipperg, qui est envoyé combattre en Italie, et elle écrit à son père : « Il me serait très utile en raison de l'évolution de ma maison et aussi parce que je me fie à lui et parce que je voudrais avoir [à Parme] une personne d'ici, compte tenu que je ne veux pas faire de nouvelles connaissances ».
Le 31 mai 1815, Marie-Louise est rassurée par le pacte entre l'Autriche, la Prusse et la Russie : les trois grandes puissances reconnaissent le duché de Parme à Marie-Louise et son fils, une fois la guerre terminée, elle obtient aussi la reconnaissance de l'Angleterre, de la France et de l'Espagne. Moins d'un mois plus tard, le 18 juin 1815, Napoléon est définitivement battu lors de la bataille de Waterloo. Le 15 août 1815, tandis que Napoléon est sur le chemin de l'île Saint-Hélène, Marie-Louise écrit à son père : « J'espère qu'il sera traité avec bonté et clémence, et je vous prie, cher Père, de faire en sorte que cela se produise, c'est la seule chose que j'ose demander pour lui et c'est la dernière fois que je prends à cœur son destin parce que je lui dois ma reconnaissance pour la tranquille insouciance dans laquelle il m'a laissé vivre au lieu de me rendre malheureuse. ». Napoléon arrive à Sainte-Hélène le 17 octobre. Le 12 décembre, Marie-Louise fête ses vingt-quatre ans et l'ex-impératrice rejoint son amant Neipperg.
Lorsque le Congrès reprend, l'Angleterre, l'Espagne et la France refusent d'accorder Parme à Marie-Louise et à son fils, car celui-ci est considéré comme un symbole pour la renaissance du bonapartisme. L'enfant, en fait, ne représente que peu de danger car il est éduqué comme un archiduc autrichien et il est même appelé Franz.
Par la suite, les duchés sont concédés à vie à Marie-Louise, mais elle n'est pas autorisée à emmener son fils, qui ne doit pas hériter du duché, celui-ci retournant à l'héritier des Bourbon-Parme à la mort de Marie-Louise. Elle est privée de la dignité impériale dont elle continue à porter, cependant, le prédicat et reçoit le titre de « Sa Majesté l'archiduchesse Marie-Louise d'Autriche, duchesse de Parme, Plaisance et Guastalla ». Son fils, dont l'avenir est encore incertain, devient son « Altesse Sérénissime le Prince de Parme ».

### Le règne

#### La situation du duché de Parme
Après la conquête napoléonienne, le duché de Parme est rattaché à la France et devient le département du Taro. Le 13 février 1814, Parme est occupé par les troupes du général autrichien Nugent. Sur ordre de Metternich, il met en place un gouvernement provisoire composé des marquis Cesare Ventura, du comte Filippo Magawly Cerati et du marquis Casimiro Meli Lupi di Soragna tandis que le maréchal Bellegarde prend possession du duché au nom de l'Empereur. Le 27 juillet 1814, la régence est révoquée et Magawly est nommé premier ministre. Le 6 août 1814, Magawly établit un nouveau système administratif divisant le duché en deux districts, Parme et Guastalla d'une part et Plaisance. Chaque district dispose d'un gouverneur et d'un conseil, le gouverneur de Parme est Vincenzo Mistrali. Les deux districts sont sous l'autorité d'un ministre directement dépendant de Marie-Louise qui a, à ses côtés, un conseil d’État.
Afin de veiller aux intérêts de son fils, Marie-Louise reste présente à Vienne et le 31 mars 1815 elle invite ses sujets à porter obéissance à l'Empereur François, mandat qu'il révoque le 7 mars 1816 lorsqu'elle prend la décision de rejoindre Parme.

#### Duchesse de Parme, Plaisance et Guastalla

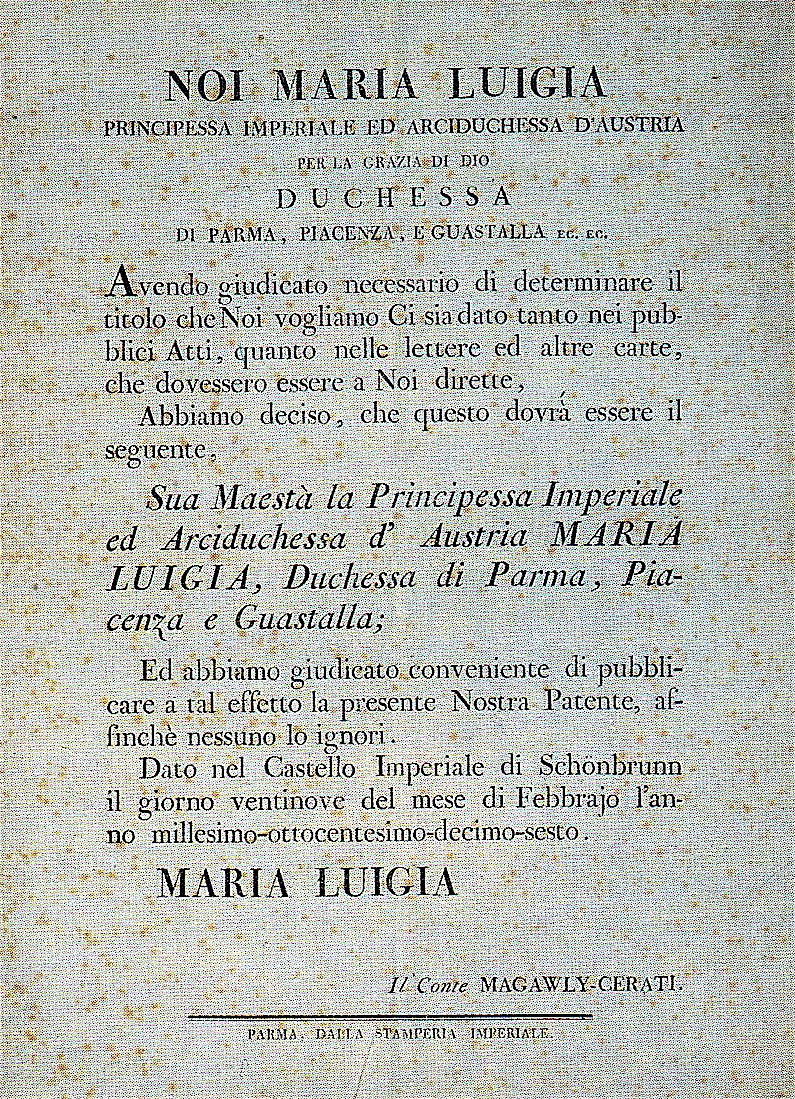
Le décret par lequel Marie-Louise d'Autriche italianise son nom en Maria Luigia.

La nouvelle duchesse part pour l'Italie le 7 mars 1816. Son bien-aimé et homme de confiance Neipperg se trouve à ses côtés. Le duché ne manque pas de soutien : le royaume lombard-vénitien est gouverné directement par Vienne, le Grand-duché de Toscane est gouverné par Ferdinand III, un de ses oncles les plus chers, à Modène règne François IV, le frère de l'impératrice Marie-Louise qui vient de s'éteindre. Son grand-père Ferdinand Ier règne sur le trône de Naples.
Avant de prendre possession de son nouveau duché, l'ex-impératrice des Français veut italianiser son nom. Après le nom allemand de Marie Luise et le français Marie-Louise, elle prend le nom de Maria-Luigia qu'elle rend public par un décret le 29 février 1816. L'entrée officielle dans le duché a lieu le 18 avril. Peu après, elle écrit à son père : « Les gens m'ont accueilli avec tant d'enthousiasme que j'ai eu les larmes aux yeux. ». Sa première destination est le palais ducal de Colorno, sa future résidence d'été. Le lendemain, elle part pour Parme,.
Marie-Louise ne s'occupe pas vraiment de politique : c'est Neipperg, son premier majordome et ministre des Affaires étrangères, qui gouverne le duché, obéissant aux directives de Metternich. Le 27 décembre 1816, Marie-Louise supprime le poste de Premier ministre, Magawly est contraint de démissionner et le 1er janvier 1817, Neipperg est nommé gouverneur du Duché. La duchesse se contente des fonctions représentatives qu'elle avait déjà occupées par le passé, elle devient la bienfaitrice de son État et la protectrice des arts et de la culture. Marie-Louise souhaite uniquement « pouvoir passer ici son existence dans la plus grande tranquillité ». La misère à Parme est grande et les conditions d'hygiène très mauvaises. Le gouvernement ducal se préoccupe d'abord d'améliorer la balance d’État. Parme, qui devient la résidence et le siège de l’administration de l’État, est privilégiée à Plaisance.
Dès février 1817 commencent à surgir les premières aspirations libérales au travers des associations les Sublimi Maestri Perfetti et les Carbonari qui tentent d'organiser une insurrection. Marie-Louise est obligée, sous la pression de Vienne, de créer une commission composée de civils et de militaires qui jugent les carbonari avec « justice et clémence ». Les seuls deux condamnés à mort voient leur peine commuée en travaux forcés.
Le 1er mai 1817, alors que les médecins français avaient déclaré qu'elle ne pouvait plus avoir d'enfants, elle donne naissance à Albertine, à qui on donne le titre de comtesse de Montenuovo (italianisation de Neuberg (Montneuf), forme proche de Neipperg). Le 8 août 1819 naît un fils, Guillaume Albert (Guglielmo Alberto ou Wilhelm Albrecht, suivant ses interlocuteurs). En 1822 et 1823, Marie-Louise donne naissance à deux autres enfants, Matilde et Gustavo, qui meurent presque aussitôt.
Marie-Louise ne peut reconnaître ses enfants illégitimes, qui ne peuvent donc pas vivre au palais. Cette situation la fait souffrir, parce que leur existence est connue à Parme et à Vienne, où son père vient de se marier pour la quatrième fois avec Caroline-Auguste de Bavière.
Quant à son premier enfant à Vienne, il ne doit pas succéder à sa mère sur le trône de Parme, dévolu aux Bourbons à la mort de la duchesse. Marie-Louise écrit à son père : « Il est de mon devoir de mère et ma ferme volonté de voir prendre, alors que je suis en vie, les dispositions futures concernant mon fils », et elle demande les territoires palatins-bavarois de Bohême appartenant à son oncle Ferdinand III de Toscane. Finalement, l'enfant reçoit en compensation les territoires et le titre d'« Altesse sérénissime le duc de Reichstadt »,.
Pour obtenir les patentes impériales qui établissent les titres et le rang de son fils, Marie-Louise se rend à Vienne. Elle y reste du 2 juillet au 1er septembre 1818 et c'est une joie pour elle d'embrasser son fils aîné que son grand-père aime sincèrement, et c'est une douleur que de devoir le quitter à nouveau. Elle le revoit deux ans plus tard en 1823 puis 1826, 1828, 1830, et enfin en 1832, sur son lit de mort.

#### La mort de Napoléon et le second mariage

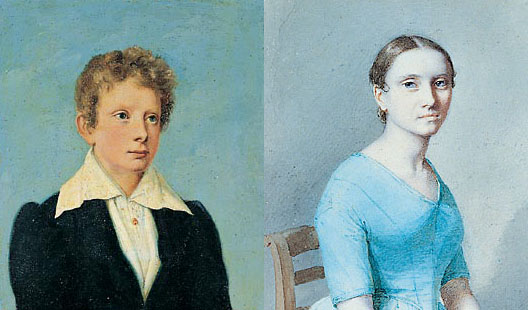
Guillaume Albert et Albertine de Montenuovo, les deux premiers enfants de Marie-Louise et Neipperg.

Le 5 mai 1821, Napoléon meurt. Personne n'avertit l'ex-impératrice qui n'est informée que le 19 juillet suivant par un article de la Gazzetta del Piemonte. Elle se confie à son amie, Victoire, à qui elle écrit :
« Je suis maintenant dans une grande incertitude, la Gazzetta del Piemonte a annoncé d'une manière tellement certaine la mort de l'empereur Napoléon, qu'il est presque impossible d'en douter, je vous avoue que j'en ai été très touchée, parce que, même si je n'ai jamais eu de sentiments très vifs de quelque type que ce soit pour lui, je ne peux pas oublier qu'il est le père de mon fils et que loin de me maltraiter comme le monde le pense, il m'a toujours témoigné tous les égards, seule chose que l'on puisse souhaiter dans un mariage politique. J'en suis, par conséquent, très troublée, et bien que nous devrions être contents qu'il ait fini son existence malheureuse d'une manière aussi chrétienne, moi je lui aurais souhaité de nombreuses années de bonheur et de vie, à condition qu'il soit loin de moi. Dans l'incertitude de ce qu'est la vérité, je me suis installée à Sala, ne voulant pas aller au théâtre, jusqu'à ce que l'on sache quelque chose de certain ».
Quelques jours plus tard, le 24 juillet, Marie-Louise écrit à son fils qui a 10 ans :
« Je suis sûre que vous ressentirez cette douleur profondément, comme je la sens moi-même, parce que vous seriez un ingrat si vous oubliez toute la bonté qu'il a eue pour vous dans votre petite enfance, je suis aussi certaine que vous chercherez à imiter ses vertus, tout en évitant les pièges qui ont fini par le perdre ».
Devenue veuve, Marie-Louise peut légaliser sa relation avec Neipperg qu'elle épouse dès le 8 août 1821 par un mariage morganatique, le rang de son mari étant inférieur au sien. Les enfants de Marie-Louise viennent alors habiter dans une annexe du palais ducal et sont accompagnés de leur gouvernante et de leur précepteur. À Parme, Marie-Louise reproduit l'environnement bourgeois et biedermeier de son enfance à Vienne.
Huit ans après leur mariage, le 22 février 1829, Neipperg meurt de problèmes cardiaques. Marie-Louise est très touchée par sa mort, mais Vienne lui interdit de porter publiquement le deuil. Le testament de Neipperg parle en termes clairs du mariage et des enfants, que la duchesse aurait voulu adopter. Vienne reconnaît officiellement leur existence au moyen d'une confession écrite établie par Marie-Louise le 17 mars 1829, versée dans les « Actes secrets » des archives d'État. Toutefois, elle n'est autorisée ni à reconnaître ni à adopter ses enfants. L'empereur François II révèle au duc de Reichstadt que Neipperg, l'homme qui venait lui rendre visite de temps en temps, et qu'il estimait, était son beau-père. Quand il apprend par la suite qu'il a deux demi-frères, le prince aurait dit avoir une mère « bonne mais faible ». Le fils adolescent de Napoléon, apprenant en cette occasion le remariage de sa mère, suspend toute correspondance avec elle.
Neipperg est remplacé par le baron Josef von Werklein en place à Parme depuis 1820. Il applique une politique rigide, s'en prenant aux intellectuels. Le mécontentement croît, ainsi que les ferments libéraux.

#### Les mouvements révolutionnaires de 1831
En 1830, la révolution de juillet chasse les Bourbons rétablis sur le trône de France. De là, la rébellion se répand dans le reste de l'Europe et, en 1831, il y a aussi des émeutes dans les duchés de Modène et de Parme dont les libéraux reçoivent des consignes du Comitato italiano di Parigi (Comité italien de Paris). Marie-Louise a toujours eu une attitude indulgente à l'égard des carbonari, contrairement à son père et à son cousin François IV de Modène, tous deux réactionnaires. Cependant, c'est Vienne qui commande à Parme, par l'intermédiaire de Werklein, et non la duchesse régnante.
Le 4 février 1831, Bologne, qui appartient aux États pontificaux, se soulève et quelques jours plus tard, les Parmesans manifestent devant le palais ducal aux cris de : « Constitution et mort à Werklein »,. L'objet des protestations n'est pas la duchesse et, le 12 février, Marie-Louise écrit à son père : « Entre 6 heures et 7 heures du soir, un bruit terrible a commencé sur la place principale, qui s'est étendu à toutes les rues venant au Palais où aux côtés des cris d'acclamation à mon adresse, nous avons entendu des paroles scélérates contre Werklein et les autorités ». Les canons sont déployés, mais une délégation de notables demande à la duchesse de ne pas tirer sur le peuple. Marie-Louise, qui ne veut pas recourir à la violence mais ne sait pas comment agir, décide de quitter la ville. Elle en est cependant empêchée par les Parmesans qui voient en elle la garante de l'acceptation de leurs revendications.
Entre le 14 et le 15 février, elle réussit à quitter Parme, escortée par les grenadiers ducaux et la Garde nationale nouvellement constituée. À Parme, au même moment, un gouvernement provisoire, confié au comte Filippo Luigi Linati, est instauré,. Depuis Plaisance où se trouve une importante garnison autrichienne, Marie-Louise écrit à son père pour trouver une autre fonction à Werklein « qui ne peut servir à rien, mais peut être assez nocif ». L'empereur d'Autriche envoie alors des troupes et, le 2 mars, à Fiorenzuola d'Arda, la première et dernière tentative de rébellion échoue.
Le 8 août, la duchesse revient dans la capitale. Les Parmesans sont mécontents non pas tant du retour de Marie-Louise que de la présence de troupes autrichiennes dans la ville. Afin d'éviter d'autres troubles, Marie-Louise décide de ne pas condamner les dirigeants des rebelles et, le 29 septembre 1831, elle proclame l'amnistie.

#### La mort de son fils et le troisième mariage

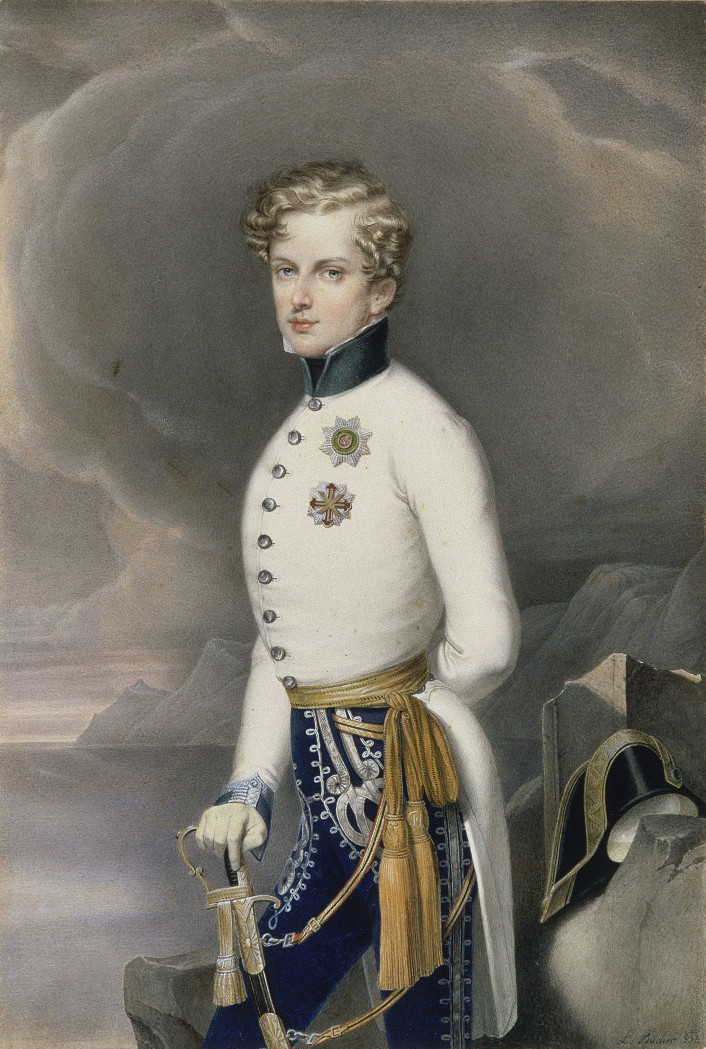
Le duc de Reichstadt.

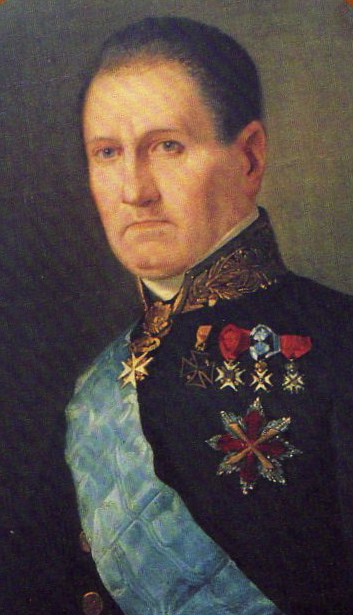
Le comte de Bombelles.

Le duc de Reichstadt est éduqué selon les principes des Habsbourg et il poursuit une carrière militaire, devenant officier en 1828. Cependant, sa santé est fragile, principalement en raison de sa croissance qui l'a fait devenir un garçon mince et grand, de presque un mètre quatre-vingt-dix. Le sort malheureux d'un fils d'empereur déchu et sa beauté délicate et mélancolique lui valent sympathie et compassion, en particulier de sa tante par alliance Sophie de Bavière, mal mariée à l'archiduc François-Charles, admiratrice de l'empereur des Français qui a fait de sa Bavière natale un royaume.
À vingt ans, le duc de Reichstadt tombe malade de la tuberculose qui le consume jusqu'à sa mort. Son état, début juin 1832, se dégrade considérablement. Marie-Louise n'est pas tenue informée de la santé de son fils, parce que Vienne la souhaite à Parme en raison de la situation politique délicate. Dès l'arrivée de nouvelles plus graves de Vienne, Marie-Louise n'hésite pas à partir malgré la fièvre et la toux, mais elle perd du temps à Trieste car l'empereur arrive en retard. Le 24 juin, elle voit finalement son fils. Il meurt le 22 juillet 1832, en invoquant sa mère qui est à son chevet. Sa mort est pleurée avec une grande consternation par sa mère, son grand-père et toute la cour autrichienne.
À Parme, après le départ de Werklein, Metternich envoie Wenzel Philipp von Mareschall pour le remplacer. Le nouveau ministre ne tarde pas à critiquer la duchesse quadragénaire, qui protège ses sujets et se refuse à adopter un régime répressif. Il prétend que la duchesse agirait aussi trop librement dans sa vie privée. Marie-Louise avait vraiment aimé et avait été aimée en retour par Neipperg. Après sa mort, la duchesse se console en s'entourant de nombreux amants. Von Mareschall, jugeant le duché ingouvernable, demande son remplacement, qui intervient fin 1832 au grand soulagement des Parmesans. Son poste est confié à un gentilhomme lorrain, le comte Charles-René de Bombelles, un homme droit, austère et pieux.
Six mois après son arrivée, le 17 février 1834, Marie-Louise et Bombelles contractent un mariage morganatique secret. Ce remariage de deux personnes abordant la vieillesse n'est pas dicté par l'amour mais par la commodité d'avoir un mari qui soit le premier homme de l'État.
Le 2 mars 1835 François II meurt. Marie-Louise écrit à son amie Victoire : « J'ai perdu l'être qui dans les circonstances les plus difficiles de ma vie a été un père, un ami et un conseiller ». Avec le nouvel empereur, son frère Ferdinand Ier, un être bon mais limité, Marie-Louise a des rapports purement formels.

#### Les dernières années et la mort

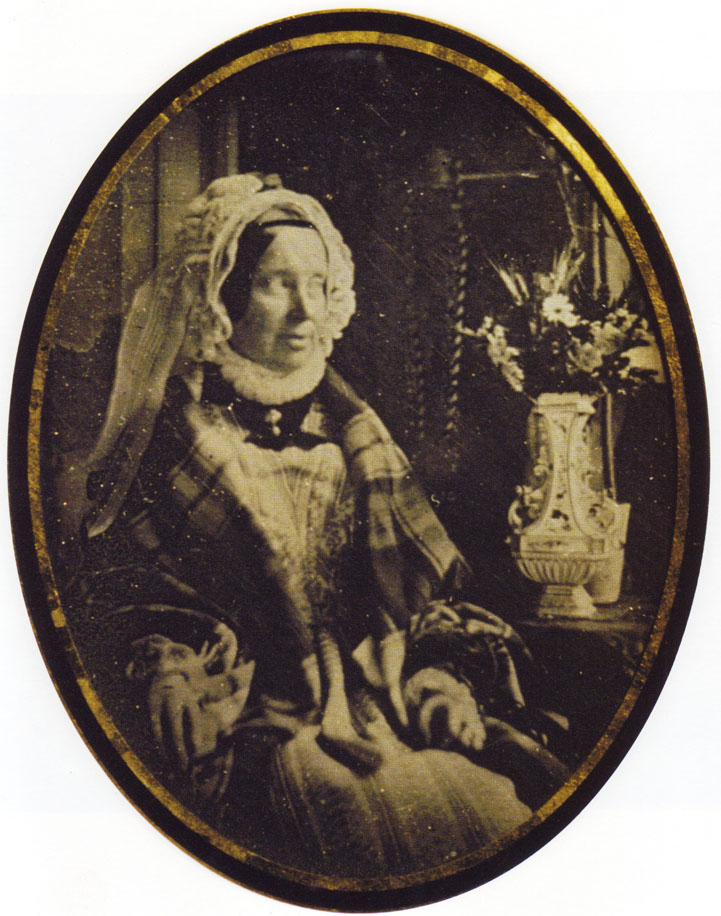
Daguerréotype de la duchesse Marie-Louise en 1847, à l'âge de 56 ans.

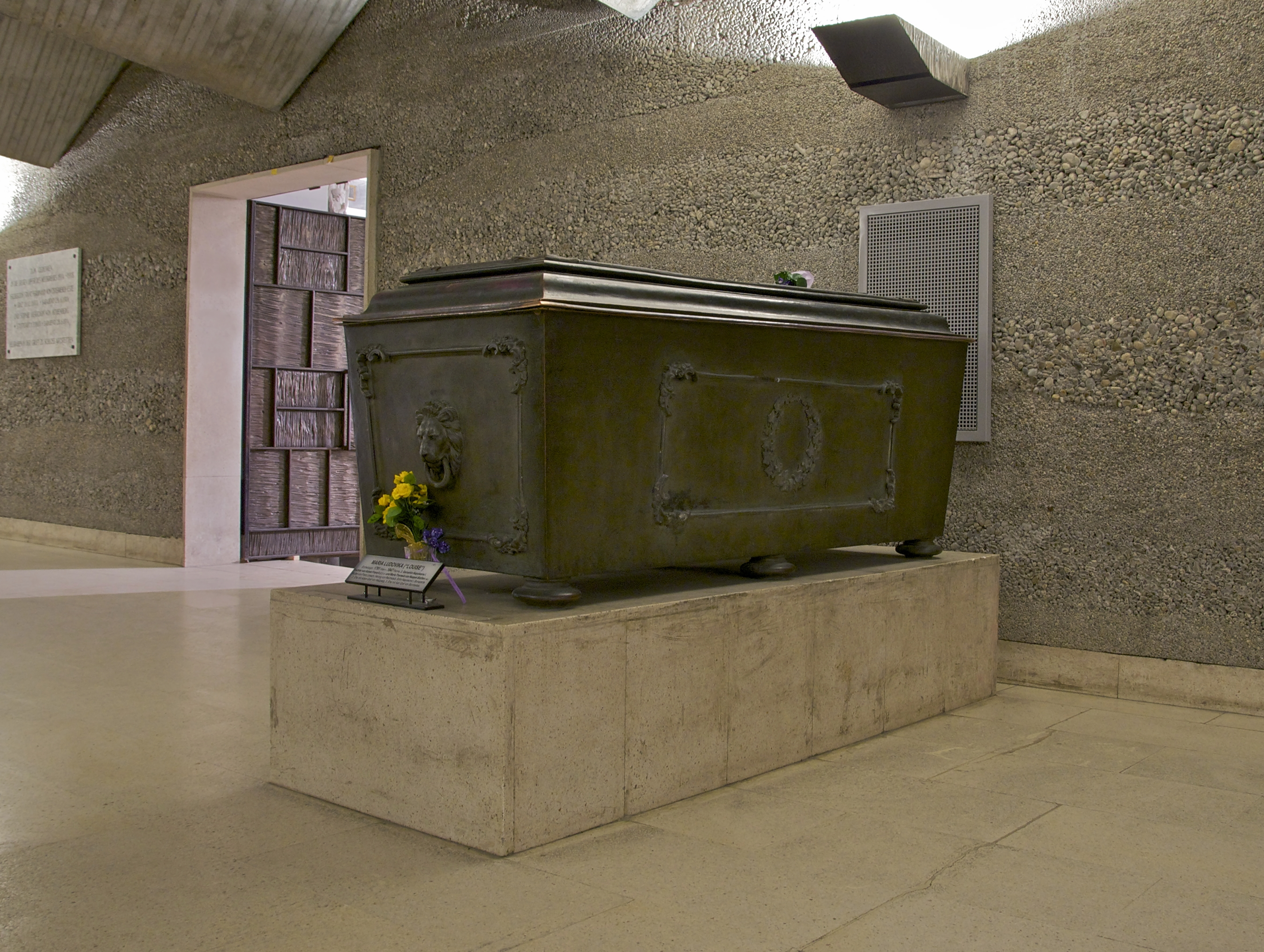
Le tombeau de Marie-Louise dans la crypte de l'église des Capucins à Vienne.

En 1839, Marie-Louise dit que son bonheur est « dans la consolation que peuvent me donner mes braves enfants et l'effort de se conformer, autant que me le permettent mes faibles forces, aux devoirs que Dieu m'impose ». Le reste de sa vie est relativement calme : Marie-Louise est entourée de l'affection de ses proches, un mari qui la respecte et des enfants qui l'aiment. Albertine se marie avec Luigi Sanvitale, comte de Fontanellato et ils ont quatre enfants. Wilhelm épouse la comtesse Juliana Batthyány Strattmann et ils auront trois enfants après la mort de la duchesse.
L'embourgeoisement économique et social qui s'opère sous le gouvernement de Marie-Louise commence à porter ses fruits peu avant les révolutions de 1848. En raison de ces positions libérales, l'élection de Pie IX suscite des manifestations d'enthousiasme, même à Parme, tandis que la présence autrichienne est de plus en plus contestée. Même la duchesse, bien qu'aimée pendant ses trente années de gouvernement, se sent traitée plus froidement qu'auparavant. En juin, éclatent des émeutes fermement réprimées par Bombelles. Le 9 décembre 1847, Marie-Louise, prématurément vieillie, accuse de violentes douleurs à la poitrine, qui s'aggravent le soir venu et s'accompagnent de frissons et de fièvre. Malgré tout, la duchesse préside le Conseil puis se retire en disant en italien : « Adieu, mes amis ». Le 12 décembre, jour anniversaire de ses cinquante-six ans, elle semble récupérer mais son état s'aggrave de nouveau. La ville entière est affligée par la douleur et devant le palais, une grande foule se réunit. Elle demande l'extrême-onction et les derniers sacrements puis elle donne lecture de son testament : elle nomme son cousin, l'archiduc Léopold (fils de son oncle Rainier, vice-roi de Lombardie-Vénétie), légataire universel. Son mari, sa fille et son gendre se trouvent autour d'elle, son fils est absent, il sert comme officier dans une garnison autrichienne. Ses deux enfants illégitimes ne pouvant hériter, ils reçoivent chacun 300 000 florins et des objets personnels.
Le jour de sa mort, elle est parfaitement lucide ; vers midi le 17 décembre 1847, après avoir vomi à plusieurs reprises, elle s'endort paisiblement pour ne pas se réveiller. À dix-sept heures, elle est morte. Son médecin Fritsch indique comme cause de la mort une pleurésie rhumatoïde. Le corps est embaumé par le docteur Giuseppe Rossi, l'homme qui, trente ans plus tôt, avait élevé ses deux enfants. La veille de Noël, l'enterrement est célébré. Le feld-maréchal Joseph Radetzky, commandant des troupes autrichiennes en Italie, envoie à Parme un escadron de hussards autrichiens comme garde d'honneur.
Accompagnée de ces soldats, l'ex-impératrice des Français et duchesse de Parme commence son dernier voyage pour Vienne. La duchesse a été placée dans la crypte des Capucins à Vienne. De ses frères et sœurs, seuls Marie-Clémentine, princesse de Salerne, Ferdinand Ier, empereur d'Autriche, François-Charles, archiduc d'Autriche, et  Marie-Anne, archiduchesse d'Autriche lui ont survécu.
Le titre de duc de Parme et Plaisance va au prince Charles II de Parme, petit-fils du dernier Bourbon régnant avant Marie-Louise, et celui de duc de Guastalla va au duc François V de Modène.

## Son œuvre

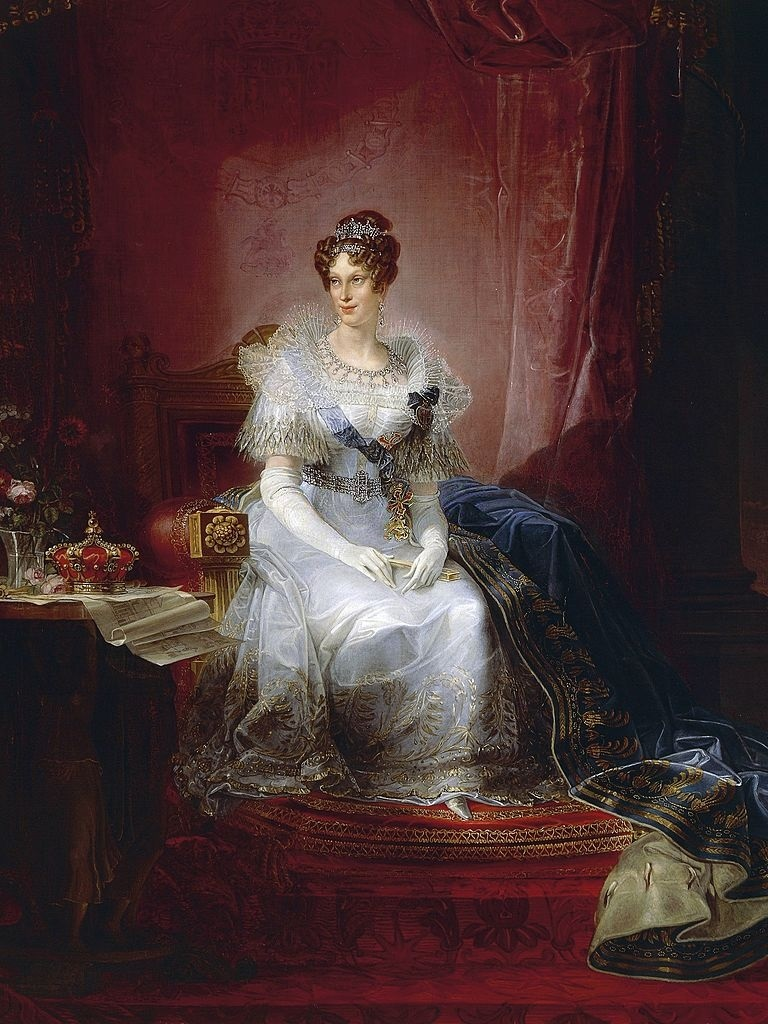
Marie-Louise de Parme, « La bonne duchesse », Borghesi (1839).

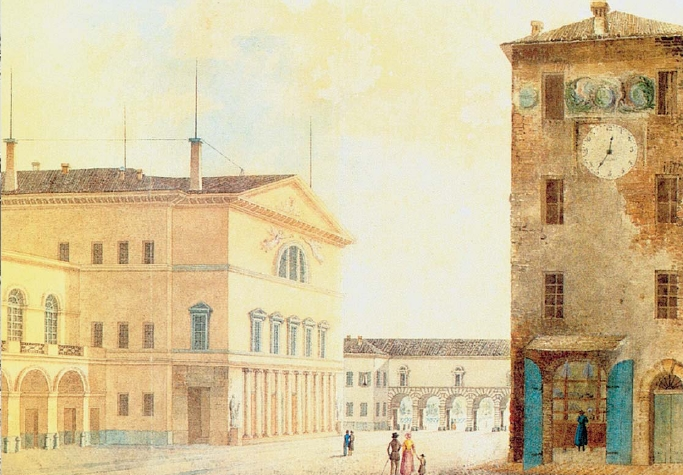
Une représentation du Teatro Regio de 1829 conservée auprès de la biblioteca Palatina de Parme.

À Parme, dès le début, Marie-Louise règne en souveraine éclairée. Marie-Louise consacre un intérêt particulier aux conditions des femmes et en septembre 1817, elle inaugure l'Hospice de la maternité et une école technico-pratique d'obstétrique où huit filles sont formées pendant dix-huit mois. Elle pense également aux malades mentaux, qu'elle fait déplacer dans un environnement spacieux et confortable, appelé l'Ospizio dei Pazzerelli. Elle s'intéresse, par exemple, à la prévention et à la lutte contre les épidémies, notamment par une réglementation qui sert à combattre une épidémie de typhus en mars 1817. Dès 1831, elle prend des dispositions pour une éventuelle épidémie de choléra et lorsque celle-ci arrive, en juin 1836, elle l'affronte courageusement. Marie-Louise visite les malades pour les réconforter et elle s'agenouille auprès de ceux qui, par manque de lit, sont à même le sol. Pour aider la ville, elle fait fondre une précieuse petite table offerte par la ville de Paris pour son mariage avec Napoléon et elle en obtient 125 000 francs. L'épidémie est éradiquée en septembre de la même année, avec un total de 438 décès. Marie-Louise est très aimée des Parmesans qui l'appellent « la bonne duchesse ».
La première œuvre architecturale réalisée sous le règne de Marie-Louise est la construction du pont sur le Taro conçu par Antonio Cocconcelli qui occupe 300 ouvriers. Les travaux commencent en 1816 et durent trois ans, non sans de longues suspensions dues à des crues du fleuve. L'inauguration a lieu le 10 octobre 1819, en présence de la duchesse qui, en cette occasion, fait tirer au sort vingt-quatre « filles à marier » à qui elle remet une dot de 250 nouvelles lires de Parme. Elle relance le projet napoléonien d'une route pour traverser les Apennins. Elle mène à sa fin le chantier du cimetière de la Villetta.
Pour répondre aux nécessités d'hygiène, elle fait construire à la Ghiaia les Beccherie, un bâtiment qui rassemble les boucheries. On lui doit ainsi qu'à l'architecte de cour Nicola Bettoli l'aménagement néoclassique de sa capitale. Après l'aménagement du théâtre Farnèse, Marie-Louise, qui aime la musique, fait construire le nouveau Théâtre ducal, maintenant Teatro Regio, dont la construction débute en 1821 pour s'achever en 1829, pour un coût astronomique de 1 190 664 lires. Il est inauguré le 13 mai 1829 par Zaira une nouvelle œuvre de Vincenzo Bellini. Le rideau est peint par Giovan Battista Borghesi avec une allégorie représentant la cour ducale, où Marie-Louise est représentée dans la figure centrale en Minerve. La duchesse impose des prix bas pour ouvrir le théâtre aux moins bien nantis. Toujours en 1821, Marie-Louise crée également le Conservatoire de Parme, où étudiera bien plus tard le grand chef d'orchestre Arturo Toscanini. Le compositeur symbole du Risorgimento, Giuseppe Verdi, auquel Marie-Louise avait accordé une bourse d'études, lui consacre une de ses premières œuvres, I Lombardi alla prima crociata (1843).
Marie-Louise rénove le Palais ducal de Parme ainsi que le Casino dei Boschi, à Sala Baganza, qui prend un aspect néoclassique et se voit compléter d'un Casinetto destiné aux représentations théâtrales de la cour, les jardins sont transformés en jardins à l'anglaise. Dans le Palazzo della Pilotta, elle fait installer une bibliothèque, un musée archéologique et une pinacothèque. Parmi les nombreuses œuvres, on trouve aussi la statue de la duchesse représentée en Concorde, d'Antonio Canova. En 1833, elle fait créer une salle pour les Archives d'État et, en 1834, l'expansion de la bibliothèque est achevée. La souveraine fait fusionner le collège Lalatta et le collège des Nobles en une seule institution, le Collège Marie-Louise, toujours existant, qui est confié à l'ordre des Barnabites,. Elle fonde l’École de la compagnie des enfants de troupe destinée aux enfants des officiers et sous-officiers.
Grâce à son action gouvernementale, le peuple la surnomme rapidement Marie-Louise la « bonne duchesse ».

## L'impératrice dans la culture populaire

### Le musée Glauco Lombardi
À Parme, il y a un musée consacré à la mémoire de la duchesse de Parme et Plaisance. Le musée a été créé en 1912 par Glauco Lombardi (1881-1970), le plus grand collectionneur des objets de Marie-Louise. Il est situé dans ce qu'on appelait autrefois le Palazzo di Riserva qui est juste en face du palais ducal détruit par les bombardements pendant la Seconde Guerre mondiale. Le musée comprend, entre autres, la robe bleue de la duchesse et un fragment de sa robe impériale d'argent, un bracelet avec miniature de Neipperg, les objets qu'elle utilisait sur son bureau, les pinceaux et les couleurs utilisés pour peindre, ses aquarelles, des objets de couture et de broderie, son piano et des mèches de ses cheveux et de ses enfants.

### Théâtre, cinéma et télévision, l'interprétation de Marie-Louise
- Hearts of the First Empire (1913) interprétée par Edith Storey.
- Remontons les Champs-Élysées (1938) de Sacha Guitry interprété par Madeleine Foujane.
- Napoléon (1955) de Sacha Guitry interprété par Maria Schell, en République fédérale d'Allemagne, Die schöne Lügnerin.
- La Belle et l'Empereur (1959) d'Axel von Ambesser interprété par Véra Valmont.
- Napoléon II, l'aiglon (1961) de Claude Boissol interprété par Marianne Koch.
- Napoleon and Love (1974), série TV, interprétée par Susan Wooldridge.
- Napoléon (2002), Série TV de Yves Simoneau interprétée par Mavie Hörbiger.
- Madame Sans-Gêne (2002), de Philippe de Broca interprété par Julie Delarme.
- L'Aiglon (2011), pièce d'Edmond Rostand, interprétée par Kathie Kriegel avec une mise en scène de Marion Bierry.

### Noms de rue
Différentes villes de l'ancien duché de Parme ont rendu hommage à Marie-Louise en lui attribuant le nom d'une rue, c'est le cas de Parme, Varano de' Melegari, Salsomaggiore Terme, Colorno, Sala Baganza, Fidenza.

### Établissement scolaire
Parme dispose d'un lycée Convitto nazionale Maria-Luigia qui porte son nom.

## Titulature complète
- 12 décembre 1791 - 2 avril 1810 : Son Altesse Impériale et Royale Marie-Louise de Habsbourg-Lorraine, Archiduchesse d'Autriche, princesse de Hongrie et de Bohême
- 2 avril 1810 - 6 avril 1814 : Sa Majesté Impériale et Royale l’Impératrice des Français et reine d'Italie
- 14 avril 1814 - 01 mars 1815 : Sa Majesté Impériale la Princesse Souveraine de l'île d'Elbe
- 20 mars 1815 - 22 juin 1815 : Sa Majesté Impériale l’Impératrice des Français
- 11 avril 1814 - 17 décembre 1847 : Sa Majesté la princesse impériale et archiduchesse d’Autriche, Duchesse de Parme, de Plaisance et de Guastalla

## Distinctions
| : Grand Maître de l’ordre sacré et militaire constantinien de Saint-Georges                                        |
| : Dame Grand-Croix de l’ordre souverain militaire et hospitalier de Saint-Jean de Jérusalem, de Rhodes et de Malte |
| : Dame Grand-Croix de l’ordre de la Croix du Sud                                                                   |
| : Dame de l’ordre de la Croix étoilée                                                                              |

## Armoiries
| Impératrice des Français | Monogramme de Marie-Louise | Duchesse de Parme |

## Bijoux
Le Musée du Louvre œuvre depuis plusieurs années pour tenter de rassembler les Joyaux de la Couronne de France (vendus par l'État, du 12 au 23 mai 1887), avec l'aide de la Société des amis du Louvre, et y sont exposés :
- Depuis 1973, la paire de bracelets de la duchesse d'Angoulême, (achetée 42 000 Francs par Charles Tiffany, à la vente de 1887), a été léguée au Louvre, par un grand collectionneur, Claude Menier[159],[w].
- En 2001, la parure en or et mosaïques romaines, réalisée en 1810, pour l'impératrice Marie-Louise, par le joaillier François-Régnault Nitot, (joaillier de l’Empereur Napoléon Ier), (parure achetée 6 200 Francs, à la vente de 1887). La société des Amis du Louvre, a pu l'acheter en vente publique, pour le Louvre[160].
- En 2004, un ensemble composé d'un collier et de boucles d'oreilles, (collier : 32 émeraudes et 1 138 diamants, montés sur or et argent), (boucles d'oreilles : 6 émeraudes et 108 diamants, montés sur or et argent), provenant d'une parure offerte par l'empereur Napoléon Ier à l'impératrice Marie-Louise, au moment de leur mariage en 1810, et réalisée par les joailliers, Christophe-Frédéric Bapst et Jacques-Evrard Bapst, a pu être racheté, grâce à la participation du Fonds du Patrimoine et de la société des Amis du Louvre, pour un montant de 3,7 millions d'euros[161],[162].

Bijoux de l'Impératrice Marie-Louise
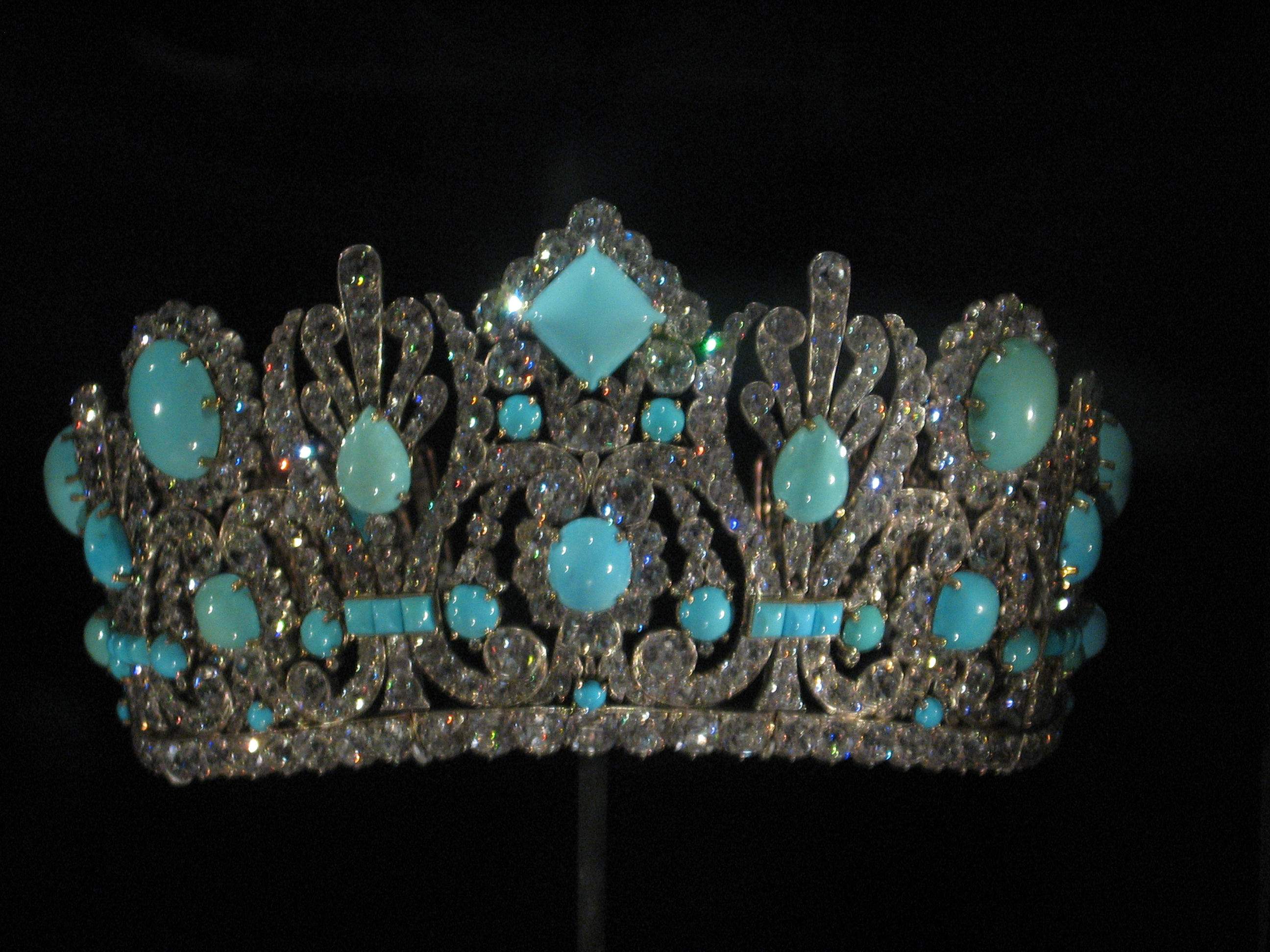
Diadème (1810), par François-Régnault Nitot, National Museum of Natural History, Smithsonian Institution, Washington
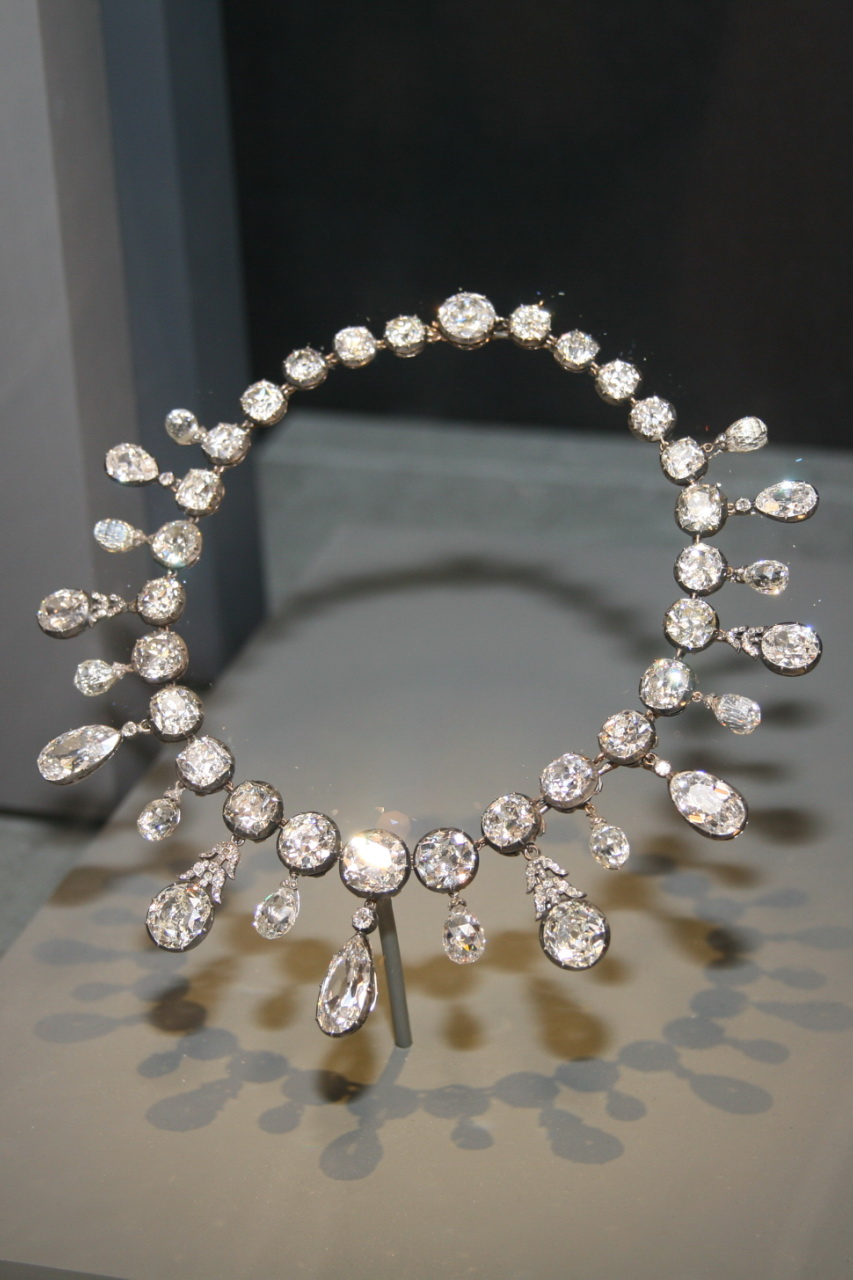
Collier Napoléon (1811), par Etienne Nitot et fils, National Museum of Natural History, Smithsonian Institution, Washington

En 1953, le diadème de l'impératrice Marie-Louise, (79 émeraudes colombiennes et 970 diamants), réalisé en 1810, par le joaillier, François-Régnault Nitot, a été acheté par le joaillier Van Cleef & Arpels. Les diamants ont été conservés, mais les 79 émeraudes d'origine, ont été enlevées et remplacées par des turquoises persanes, de tailles et de formes correspondantes. Le diadème modifié, (540 carats de turquoises et 700 carats, pour 1 000 diamants), a été vendu ensuite, à Madame Marjorie Merriweather Post (une riche héritière américaine), qui en a fait don, en 1971, au Musée d'histoire naturelle de Washington (National Museum of Natural History), administré par la Smithsonian Institution. Le diadème est exposé aujourd'hui, au Musée de la Géologie, pierres précieuses et minéraux, Janet Annenberg Hooker (en), à Washington,,.
La parure d'origine, livrée par le joaillier, un mois avant le mariage de Napoléon et de Marie-Louise (le 2 avril 1810), diadème, collier, une paire de boucles d'oreilles, un peigne, en diamants et émeraudes, aurait pu ressembler à ce montage photographique. Les émeraudes qui avaient été retirées du diadème impérial, entre mai 1954 et juin 1956, ont été réutilisées par le joaillier, pour la création de bijoux modernes, tout en précisant l'origine napoléonienne des émeraudes. En 1967, le joaillier a utilisé deux de ces émeraudes, sur deux pièces uniques, une broche et une bague, pour une cliente du Texas. La broche ressemblait à un bouquet floral, avec l'émeraude comme pièce maîtresse, et avec des diamants, en taille marquise, formant les pétales des fleurs. La bague avec la deuxième émeraude comme pièce maîtresse, était entourée par des diamants ronds, en taille brillant. Ces deux bijoux ont été vendus aux enchères chez Christie's, à New York, le 19 octobre 1999, pour un montant de 189 500 dollars. La broche, émeraudes et diamants, a été revendue aux enchères chez Christie's à New York, le 16 avril 2014, pour un montant de 425 000 dollars.
En 1960, Madame Marjorie Merriweather Post, avait d'autre part acquis, auprès du joaillier Harry Winston, le collier en diamants de Napoléon, (234 diamants). Le collier, réalisé par les joailliers Étienne Nitot et fils, avait été offert, par Napoléon à Marie-Louise, pour célébrer la naissance de leur fils, Napoléon II, en 1811. Elle a fait don de cette pièce historique, en 1962, au Musée national d'histoire naturelle des États-Unis à Washington. Le collier est exposé aujourd'hui, dans le hall Janet Annenberg Hooker (en) de géologie, pierres précieuses et minéraux,.
La perle Régente (ou Perle Napoléon), fut achetée en 1811 par Napoléon, au joaillier François Regnault-Nitot, pour être offerte à sa nouvelle épouse, Marie-Louise. La perle sera vendue en mai 1887, à Pierre-Karl Fabergé, (joaillier de la Couronne de Russie). Celui-ci, la vendra au prince Nicolas Borisovitch Youssoupoff, où avec la révolution russe, la trace de la perle, sera perdue dans la tourmente de l'Histoire, durant plus d'un demi-siècle. Elle réapparaitra, lors d'une vente aux enchères, le 12 mai 1988, chez Christie's, à Genève, puis dans une nouvelle vente aux enchères en 2005, où elle sera vendue pour un montant de 2,5 millions de dollars.

## Œuvres
- L'Innocence, 1814, huile sur toile, dépôt du musée des Beaux-Arts de Besançon, Gray (Haute-Saône), musée Baron-Martin; l’œuvre est inspirée de Greuze mais l'habileté de la technique fait supposer qu'elle fut aidée par Prud'hon, qui lui enseigna la peinture en 1810 (cf. exposition "La famille des portraits" au Musée des Arts décoratifs de Paris du 25/101979 au 15/02/1980, n°61 du catalogue p.85).